# Florenz

Lage von Florenz in der Metropolitanstadt Florenz

Florenz (italienisch Firenze [fiˈrεnʦe]) ist eine italienische Großstadt mit 362.613 Einwohnern (Stand 31. Dezember 2023). Nach Einwohnern ist sie die achtgrößte Stadt Italiens. Florenz ist die Hauptstadt sowie größte Stadt der Region Toskana und der Metropolitanstadt Florenz, in der etwa eine Million Menschen leben. Das Wappen zeigt die Florentiner Lilie. 
Florenz ist für seine Geschichte berühmt. Als Zentrum des spätmittelalterlichen europäischen Handels- und Finanzwesens war sie eine der reichsten Städte des 15. und 16. Jahrhunderts. Florenz gilt als die Wiege der Renaissance. Aufgrund ihrer kulturellen Bedeutung – insbesondere für die bildende Kunst – wurde sie schon im 19. Jahrhundert auch als das „italienische Athen“ bezeichnet.
Durch die mächtige Dynastie der Familie Medici stieg Florenz in der Renaissance zu einer der florierendsten Metropolen Europas auf. Zahlreiche Künstler und Gelehrte waren hier beheimatet: Leonardo da Vinci verbrachte große Teile seiner Jugend in Florenz, Michelangelo fand Unterschlupf in der Kirche der Medici, Galileo Galilei wohnte als Hofmathematiker in den Palästen der Medici. Von 1865 bis 1871 war die Stadt die Hauptstadt des neu gegründeten Königreichs Italien.
Das historische Zentrum von Florenz zieht Jahr für Jahr Millionen von Touristen an. Euromonitor International platziert die Stadt mit fast 4,2 Millionen Besuchern im Jahr 2015 weltweit an 40. Stelle unter den meistbesuchten Städten. Die historische Innenstadt wurde von der UNESCO im Jahre 1982 zum Weltkulturerbe erklärt. Aufgrund des künstlerischen und architektonischen Erbes hat das Forbes Magazine Florenz als eine der schönsten Städte der Welt ausgewählt. Hingewiesen wird vor allem auf den Reichtum an Museen, Palästen und Denkmälern.

## Geographie

### Lage
Florenz liegt am Arno, der durch die Altstadt fließt, und am Mugnone, der von Norden kommend westlich der Altstadt in den Arno mündet. Von Süden kommend tritt der Ema dem Greve bei Galluzzo zu, zusammen münden sie danach im Stadtgebiet von Florenz im Arno. Der Arno war ehedem wichtig als Handelsweg für die Versorgung der Stadtbewohner, verursachte allerdings durch Überflutungen auch Zerstörung und Leid. Nördlich von Florenz erstreckt sich der Höhenzug des toskanisch-emilianischen Apennins, im Süden grenzen die Hügel des Chianti an die Stadt.
Die Höhenlage des Stadtgebiets erstreckt sich von ca. 25 m s.l.m. (Arno bei Camaioni) bis ca. 330 m s.l.m. (bei Montebeni).

Blick auf Florenz vom Piazzale Michelangelo

### Klima
Florenz befindet sich noch in der gemäßigten Klimazone mit sehr warmen Sommern und kalten und feuchten Wintern. Aufgrund seiner Lage und des damit verbundenen Mangels an Ventilation ist es in Florenz im Sommer spürbar wärmer als an der Küste.
Die höchste gemessene Temperatur lag bei 44 °C im Juli 1983. Die tiefste festgestellte Temperatur war −23 °C im Januar 1985.
|                       | Jan  | Feb  | Mär  | Apr  | Mai  | Jun  | Jul  | Aug  | Sep  | Okt  | Nov   | Dez  |   |       |
| Mittl. Tagesmax. (°C) | 10,1 | 12,0 | 15,0 | 18,8 | 23,4 | 27,3 | 31,1 | 30,6 | 26,6 | 21,1 | 14,9  | 10,4 | ⌀ | 20,1  |
| Mittl. Tagesmin. (°C) | 1,4  | 2,8  | 4,9  | 7,7  | 11,3 | 14,7 | 17,2 | 17,0 | 14,2 | 10,0 | 5,5   | 2,4  | ⌀ | 9,1   |
|                       |      |      |      |      |      |      |      |      |      |      |       |      |   |       |
| Niederschlag (mm)     | 73,1 | 69,2 | 80,1 | 77,5 | 72,6 | 54,7 | 39,6 | 76,1 | 77,5 | 87,8 | 111,2 | 91,3 | Σ | 910,7 |
|                       |      |      |      |      |      |      |      |      |      |      |       |      |   |       |
| Regentage (d)         | 9,4  | 8,4  | 8,6  | 9,1  | 8,6  | 6,3  | 3,5  | 5,9  | 5,7  | 7,4  | 10,0  | 8,8  | Σ | 91,7  |

| 1,4 |

| 2,8 |

| 4,9 |

| 7,7 |

| 11,3 |

| 14,7 |

| 17,2 |

| 17,0 |

| 14,2 |

| 10,0 |

| 5,5 |

| 2,4 |

| 1,4 |

| 2,8 |

| 4,9 |

| 7,7 |

| 11,3 |

| 14,7 |

| 17,2 |

| 17,0 |

| 14,2 |

| 10,0 |

| 5,5 |

| 2,4 |

## Stadtgliederung
Im Mittelalter war Florenz in vier Stadtviertel (Quartieri) eingeteilt, welche nach den Stadttoren benannt waren: San Piero, Duomo oder Vescovo, San Pancrazio und Santa Maria. Später wurden daraus sechs sogenannte Sestieri: San Piero, Duomo, San Pancrazio, San Piero a Scheraggio, Borgo, Oltrarno. Hinzu kommen die Vororte westlich und östlich der Ausfallstraßen und der markanten Hügel San Miniato, Belvedere und Bellosguardo im Süden sowie Careggi, Montughi, Fiesole und Settignano im Norden.
Die moderne Verwaltungsgliederung in fünf Stadtviertel ab 1990 orientiert sich im Außenbereich an den Grenzen der traditionellen Stadtviertel:

Moderne Gliederung in fünf Stadtbezirke (Quartiere)

Die fünf modernen Verwaltungseinheiten im Überblick, mit zugehörigen Stadtteilen:
| Stadtbezirk (Quartiere)       | Fläche (km²) | Bevölkerung (Mai 2006) | Bevölkerungs- dichte | Stadtteile (frazioni) im Stadtbezirk |
| ----------------------------- | ------------ | ---------------------- | -------------------- | --- |
| Quartiere 1 Centro Storico    | 11,396       | 67.170                 | 5.894                | San Jacopino • Il Prato • La Fortezza • Viali • Duomo-Oltrarno • Collina sud • San Gaggio |
| Quartiere 2 Campo di Marte    | 23,406       | 88.588                 | 3.784                | Campo di Marte-Le Cure • Viali • La Rondinella • Settignano • Collina nord • Bellariva-Gavinana |
| Quartiere 3 Gavinana/Galluzzo | 22,312       | 40.907                 | 1.833                | Collina sud • Galluzzo • San Gaggio • Bellariva-Gavinana • Sorgane • Ponte a Ema |
| Quartiere 4 Isolotto/Legnaia  | 16,991       | 66.636                 | 3.921                | Argingrosso • Cintoia • I Bassi • Il Casone • Isolotto • La Casella • Legnaia • Le Torri • Mantignano • Monticelli • Pignone • San Lorenzo a Greve • Soffiano • San Quirico • Torcicoda • Ugnano                                      |
| Quartiere 5 Rifredi           | 28,171       | 103.761                | 3.683                | Castello-Le Panche • Piana di Castello • Pistoiese • Brozzi • Peretola • Il Lippi-Barsanti • Firenze Nova • Novoli • Parco delle Cascine-Argingrosso • San Jacopino • La Fortezza • Careggi • Leopoldo-Rifredi • Collina nord • Viali |
| Florenz                       | 102,276      | 367.062                | 3.589                | |

## Bevölkerung

### Bevölkerungsentwicklung
Der Aufstieg der Stadt von einem Armeelager zu einer Hochburg der Renaissance vollzog sich langsam. 1330 zählte die Stadt ungefähr 30.000 Einwohner. Bis zum Jahr 1348 wuchs die Zahl der Einwohner auf bis zu 100.000 an. Die Pestpandemie traf Florenz besonders hart und forderte in Florenz geschätzte 70.000 Tote, nur knapp ein Fünftel der Bevölkerung überlebte. Mitte des 19. Jahrhunderts war wieder ein kontinuierlicher Anstieg zu verzeichnen, die Stadt zählte 150.000 Einwohner. Diese Zahl verdoppelte sich bis zu Beginn der 1930er-Jahre auf 300.000 Einwohner. Nach Ende des Zweiten Weltkriegs 1945 stieg die Zahl weiter, Anfang der 1970er-Jahre wurde mit über 450.000 Einwohnern ein historischer Höchststand erreicht. In den 1980er Jahren waren starke Abwanderungsströme und Geburtenrückgänge zu erkennen, weshalb seitdem die Einwohnerzahl in Florenz rückläufig ist.

### Ethnien und Migration
Am 31. Dezember 2019 lebten in Florenz 59.567 nicht-italienische Staatsbürger. Die meisten von ihnen stammen aus folgenden Ländern:
1. Rumänien – 8.461
2. China – 6.409
3. Peru – 5.910
4. Albanien – 5.108
5. Philippinen – 4.939
6. Sri Lanka – 2.541
7. Marokko – 1.942
8. Bangladesch – 1.801
9. Ukraine – 1.418
10. Indien – 1.175

## Politik
Oberbürgermeisterin (ital. Sindaco) von Florenz ist seit dem 26. Juni 2024 Sara Funaro der Partito Democratico (PD). Sie löste Dario Nardella (PD), der zuvor am 26. Mai 2014 das Amt antrat. Der ehemalige Ministerpräsident Italiens Matteo Renzi war von 2009 bis 2014 Bürgermeister der Stadt.

## Bildung

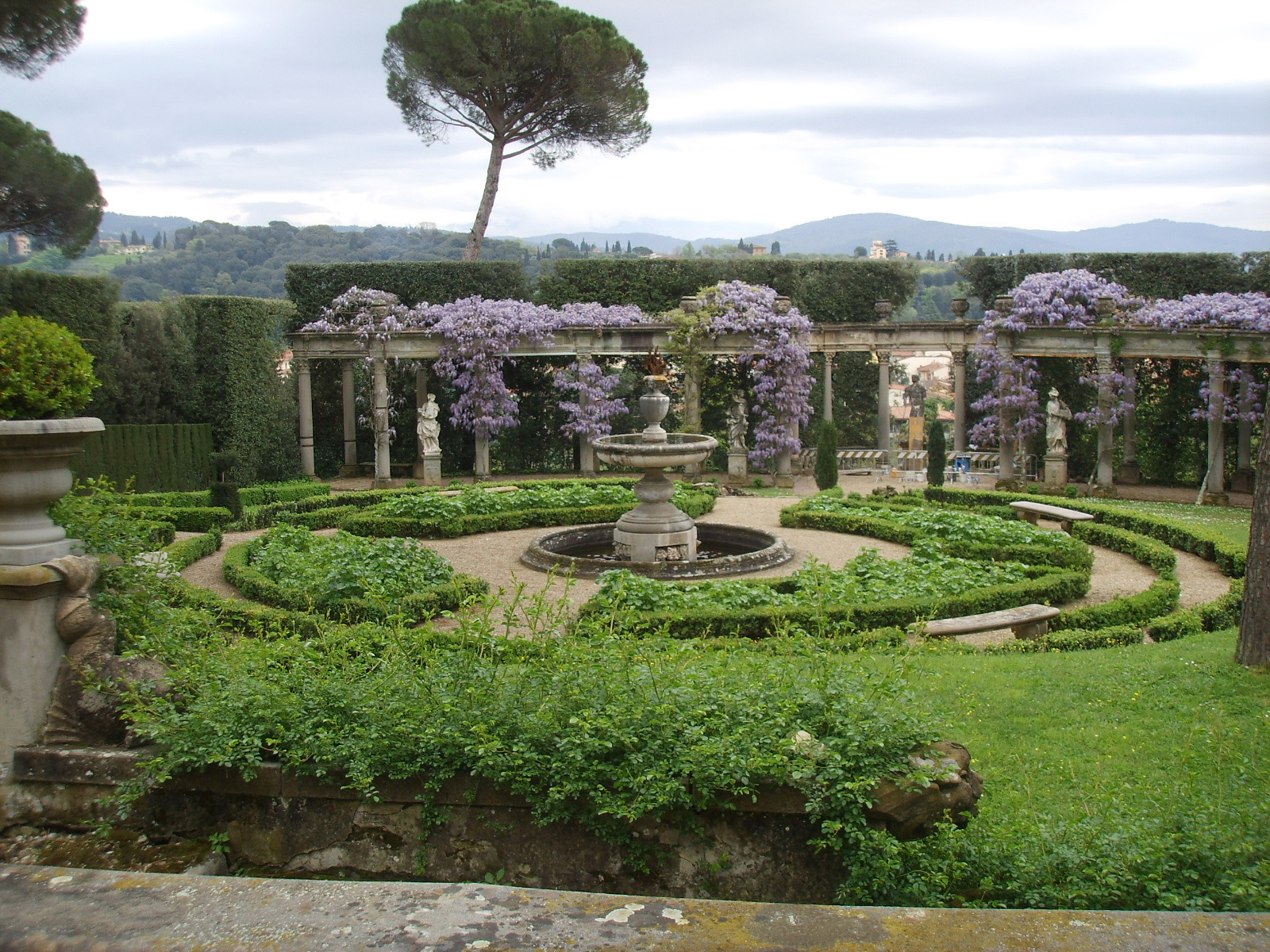
Garten der Villa La Pietra, Sitz der New York University in Florenz

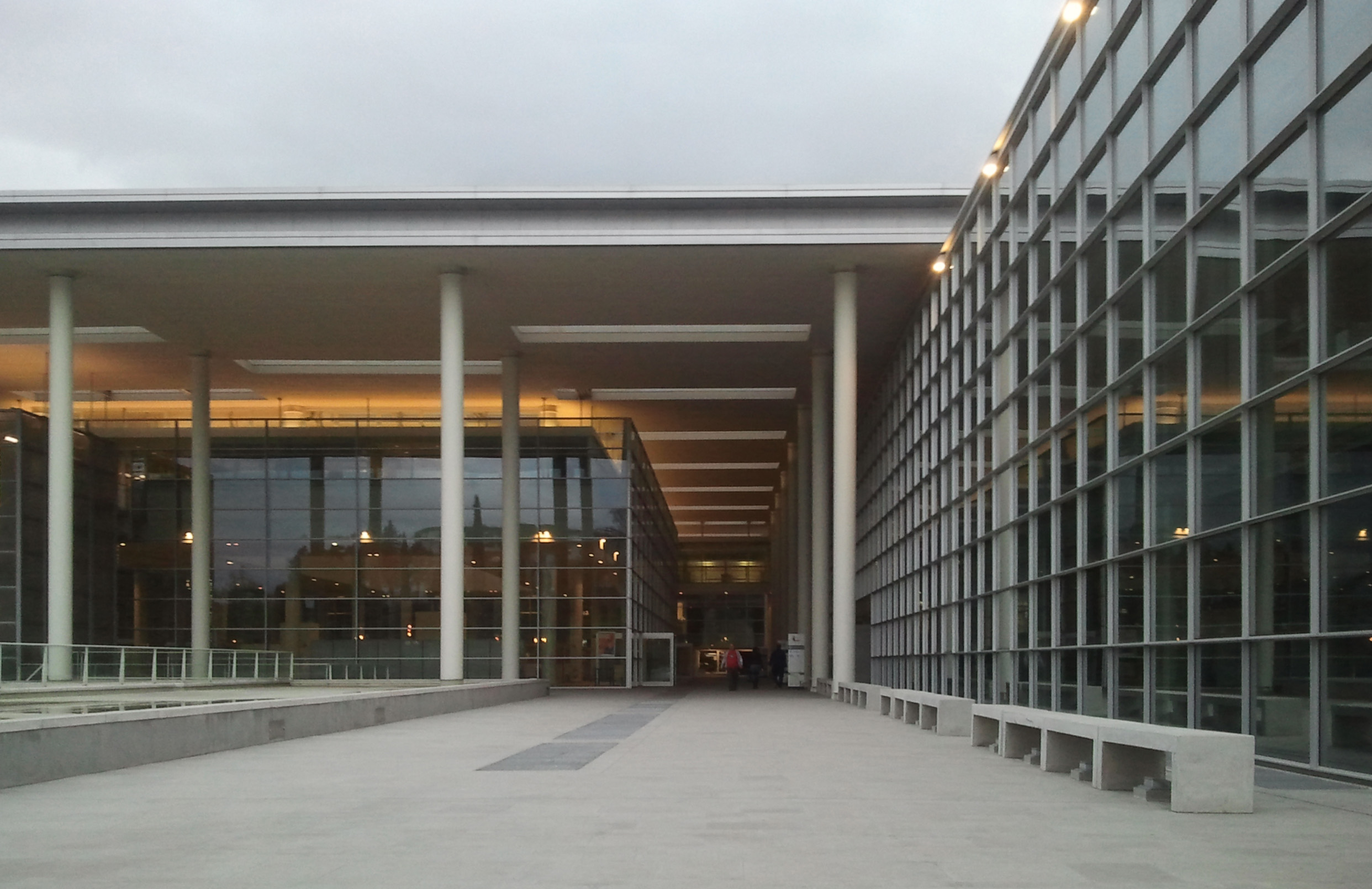
Universitätsklinik Careggi

Die 1321 gegründete Universität Florenz ist zentral, das Europäische Hochschulinstitut in Fiesole gelegen, wo sich ebenfalls die Zentren für Renaissance-Studien der Harvard University (Villa I Tatti), New York University (Villa La Pietra) und Georgetown University (Villa Le Balze) befinden. Die Accademia di Belle Arti ist eine der ältesten europäischen Kunsthochschulen. Des Weiteren befindet sich in Florenz der Zweitsitz der Elite-Universität Scuola Normale Superiore neben Pisa.

## Geschichte
Die Geschichte von Florenz ist heute u. a. deshalb so bekannt, weil sie um das Jahr 1520 von Niccolò Machiavelli (1469–1527) erstmals aufgeschrieben wurde. Machiavelli schrieb seine Istorie fiorentine im Auftrag der Medici und überreichte das umfangreiche Werk im Jahre 1525 Giulio de’ Medici, auch bekannt als Papst Clemens VII. Machiavelli begann schon in seiner Jugendzeit, die Geschichte seiner Heimatstadt aufzuschreiben und nannte sein erstes Buch Decannale. Später knüpfte er daran an und wurde einer der ersten Historiker der Neuzeit.

### Antike

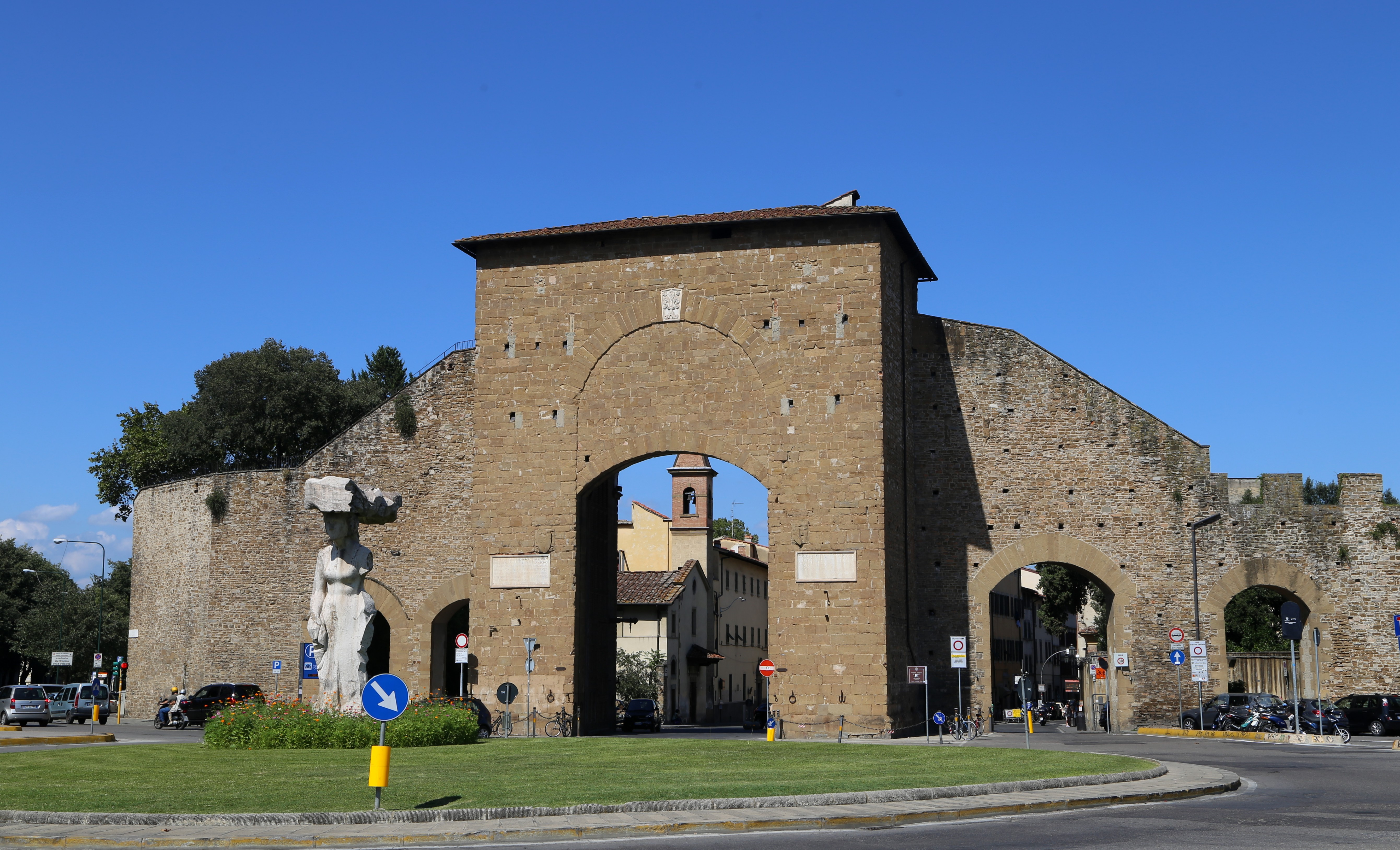
Porta Romana

Florentina (Florenz) wurde nach 59 v. Chr. von Julius Cäsar als Colonia mit dem Namen Florentia (nach der römischen Göttin der Blumen und des Pflanzenwachstums) im fruchtbaren, aber noch teilweise sumpfigen Arnotal errichtet. Die Colonia bestand erstens aus einem Militärlager, dem Castrum, dessen quadratische Anlage sich auch heute noch im Straßenverlauf widerspiegelt (Via Tornabuoni, Via Cerretani, Via del Proconsolo und Piazza della Signoria). Das Forum befand sich an der heutigen Piazza della Repubblica. Florentia verfügte auch über Thermalbäder und ein Amphitheater.
Zur Colonia gehörten auch die Ansiedlungen der Veteranen der Garnison außerhalb des Castrum, die gemäß der Lex Julia nach der Entlassung aus dem Militärdienst eine Landparzelle zur Bebauung zugewiesen erhielten, die aufgrund der Vergabepraxis in Form einer Verlosung partes genannt wurde.
Die günstige Lage am Kreuzungspunkt der nach Rom führenden Via Cassia, der von Volterra kommenden Etruskerstraße (Volterana) und der ebenfalls etruskischen Pisana, die über Pisa ans Meer führte, begünstigte das rasche Aufblühen der Stadt auf Basis des Handels und der Handwerksbetriebe. Die älteren etruskischen Ansiedlungen, vor allem das auf einem Hügel nördlich der neuen Stadt gelegene bedeutende Fiesole (Gründung 7. Jahrhundert v. Chr.) gerieten dadurch rasch ins Hintertreffen. Nachdem Florentia neben Fiesole auch den Etruskerstädten Volterra und Chiusi sowie den römischen Coloniae Pistoia und Lucca den Rang abgelaufen hatte, wurde es von Kaiser Diokletian zur Hauptstadt der Provinz Tuscia et Umbria erhoben.

### Mittelalter

Italien um 1494

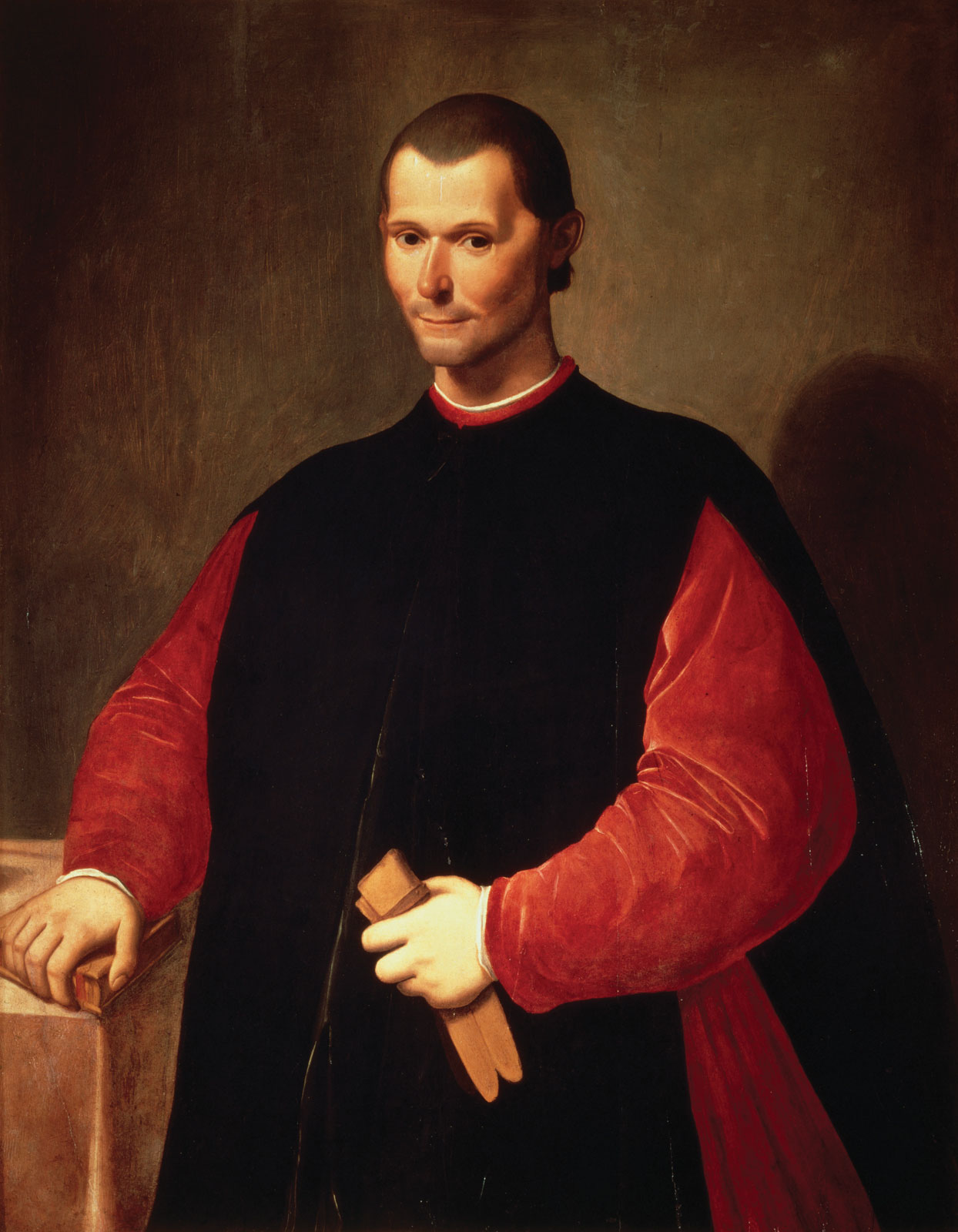
Santi di Tito, Niccolò Machiavelli, Palazzo Vecchio

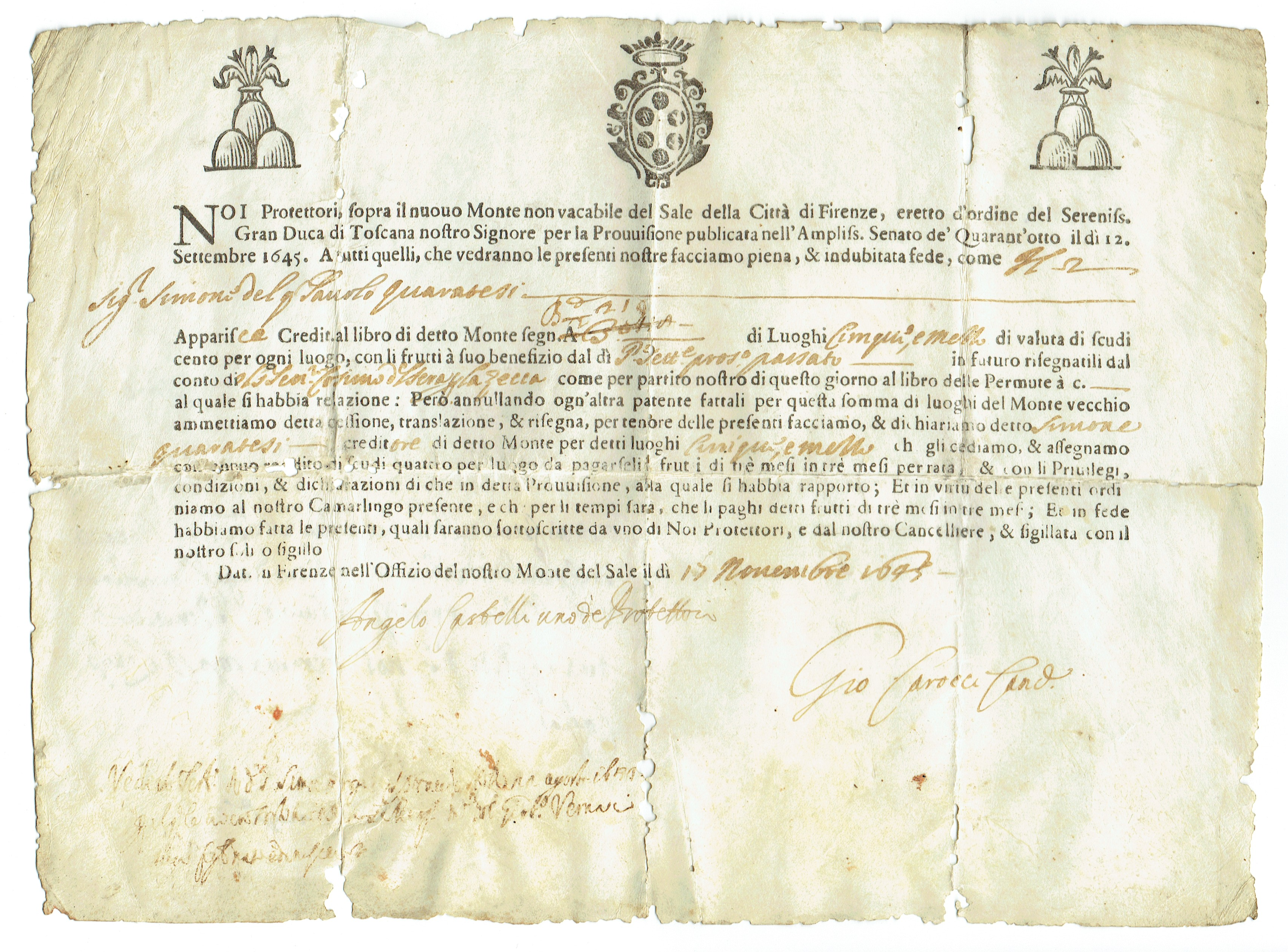
Anleihe der Stadt Florenz vom 17. November 1645

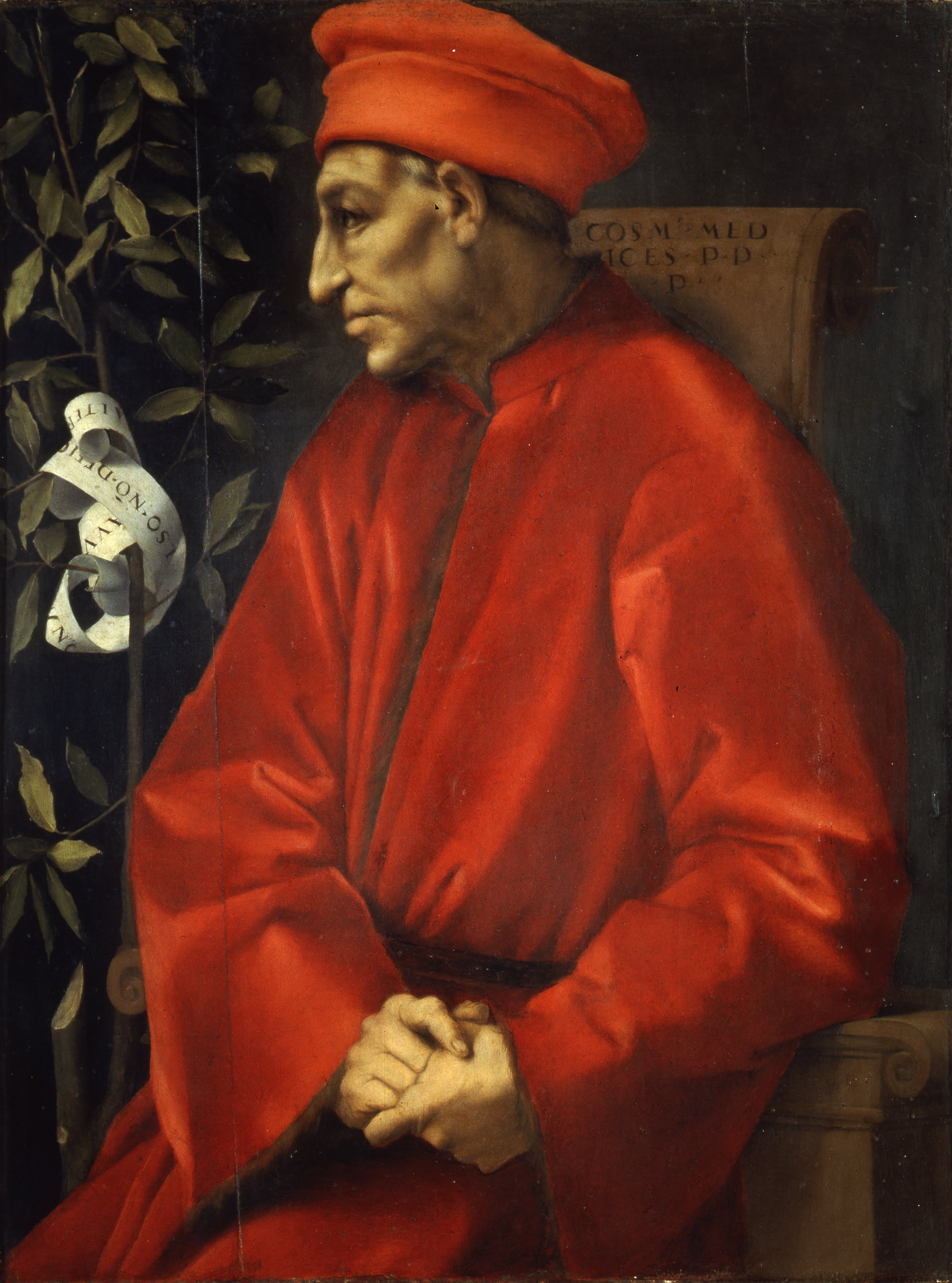
Cosimo de’ Medici in einem Bildnis von Jacopo da Pontormo

Im Zuge der byzantinischen Rückeroberungskriege wurde die Stadt fast vollständig zerstört und nahm erst wieder unter den Langobarden einen Aufschwung. Da die Langobardenherzöge jedoch in Lucca bzw. Pisa residierten, konnte Florenz bis ins 12. Jahrhundert nicht an die Bedeutung vor der Völkerwanderungszeit anschließen. Entscheidend für den Wiederaufstieg wurde die um 1000 erfolgte Verlegung des Amtssitzes des von den Karolingern eingesetzten Markgrafen Hugo nach Florenz. Mit dem Aufkommen des Feudalismus expandierte die Stadt im 12. Jahrhundert und wurde schließlich autonom. Die Bürgerschaft gewann an Macht, es kam zu erbitterten Streitereien zwischen den kaisertreuen Ghibellinen und den später siegreichen Anhängern des Papstes, den Guelfen.

### Renaissance: Aufstieg und Fall der Medici
In den Jahren 1347 bis 1352 starben etwa 40 % der Bevölkerung an einer Pestepidemie (Schwarzer Tod). 
Im 14. und 15. Jahrhundert blühte Florenz auf und setzte Maßstäbe in der europäischen Kunst und Kultur. Viele Künstler und Gelehrte siedelten sich an, darunter Donatello, Botticelli; später Michelangelo, Machiavelli, Leonardo da Vinci und Galileo Galilei. Es entwickelte sich die kulturgeschichtliche Epoche der Renaissance (italienisch Rinascimento).
Zugleich wurde Florenz zum Handels- und Finanzzentrum. Die reiche Familie der Medici stieg im 15. und 16. Jahrhundert zu einer Großmacht auf und prägte die Stadt wie keine andere Familie. Der erste bedeutende Medici war Cosimo, der sich die Stadt nach und nach untertan machte. Cosimo lebte kurze Zeit im Exil, als die Medici durch gegnerische Familien gestürzt worden waren. Da jedoch die Wirtschaft aufgrund der Abwesenheit der Medici zum Erliegen kam, kehrte Cosimo aus seinem Exil zurück und übernahm wieder die Regentschaft. Durch geschicktes Agieren und eine präzise ausgewählte Kundschaft schuf sich Cosimo ein Netzwerk aus bedeutenden Politikern, Handelsleuten und bis in die höchsten Ränge der katholischen Kirche. Die Tatsache, dass die Medici als die privaten Bankiers des Papstes fungierten, machte sie schnell zu einer angesehenen Bankiersfamilie. Hinter den Kulissen wurde die Politik jener Zeit aber von Intrigen und Skandalen erschüttert. Der Einfluss der Medici, ihr Geschick und ihr ausgeprägter Geschäftssinn ließen Florenz prosperieren und zur Kulturhochburg zweier Jahrhunderte in Europa aufsteigen. Stellvertretend steht hierfür unter anderem die Fertigstellung der Kuppel der Santa Maria del Fiore, die als technische Meisterleistung gilt.
Die kulturelle Bedeutung von Florenz schwand im 17. Jahrhundert. Die Medici, die lange Zeit die Stadt geprägt hatten, starben aus. Mit ihrem Nachfolger, Franz I. Stephan, dem Ehemann von Maria Theresia, als Franz II. Großherzog der Toskana (1737–1765) gelangte Florenz in den Besitz der Habsburger. Von 1799 bis zum Frieden von Lunéville war Florenz zwischen französischen Revolutionstruppen und Anhängern des Hauses Habsburg-Lothringen umkämpft. Von 1801 bis 1807 war es Hauptstadt des Königreichs Etrurien, einem Vasallenstaat des napoleonischen Frankreich. Von Mai 1808 bis zum Ersten Pariser Frieden (30./31. Mai 1814) war das Gebiet, weiterhin mit der Hauptstadt Florenz, als Département Arno von Frankreich annektiert.

### 19. und 20. Jahrhundert

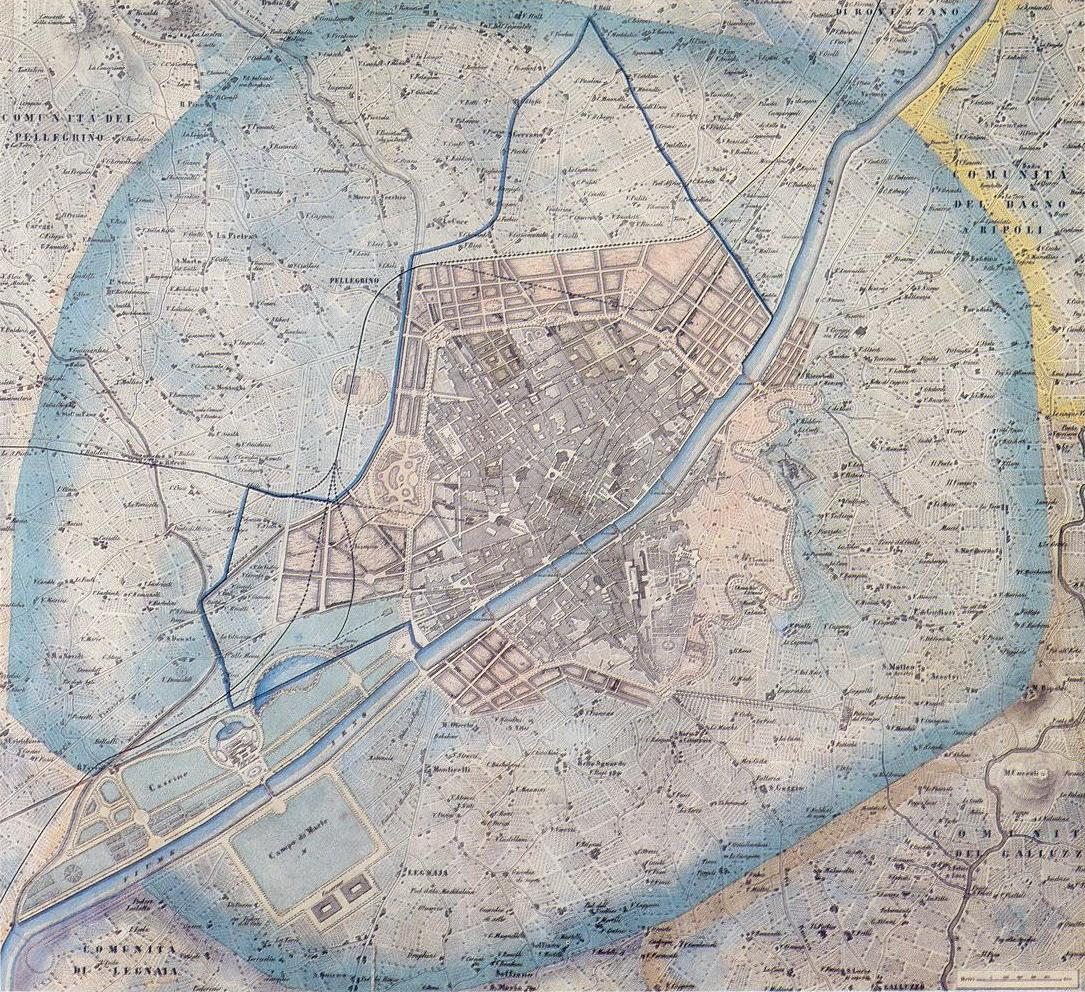
Der Poggi-Plan von 1865 gestaltete Florenz, die neue Hauptstadt Italiens, in der städtebaulichen Entwicklung nach dem Vorbild von Georges-Eugène Haussmanns Plänen in Paris

Erst im 19. Jahrhundert begann ein neuer wirtschaftlicher Aufschwung. Florenz wurde das Ziel von Bildungsreisen, den Grands Tours.
Nach dem Wiener Kongress 1815 kam das Großherzogtum Toskana mit der Stadt Florenz wieder an das Haus Habsburg-Lothringen zurück und wurde ein Teil des Kaisertums Österreich. Aber 1859 verloren die Österreicher den Sardinischen Krieg gegen Frankreich und das Königreich von Sardinien-Piemont. Damit wurde Florenz 1861 Teil des vereinigten Italiens (→ Risorgimento). Aufgrund der italienisch-französischen Septemberkonvention wurde die Stadt 1865 italienische Hauptstadt und beherbergte so – nach Turin, das bis dahin Hauptstadt gewesen war – das erste Parlament des neuen Staates. Während dieser Zeit wurden in der Stadt ganze Viertel neu gebaut, breite Boulevards nach Pariser Vorbild rund um die Altstadt angelegt und auch viele Bauten im Zentrum der Stadt für die repräsentativen Bedürfnisse des noch jungen Staates errichtet. Insgesamt waren die Pläne Georges-Eugène Haussmanns in Paris maßgebend für die allgemeine Neugestaltung der Stadt. Nach italienischer Annexion des Kirchenstaats verlor sie diese Würde aber bereits im Februar 1871 an Rom. Im Sommer 1871 zog die Regierung von Florenz nach Rom.

Plan der Stadt aus der Zeit um die Wende zum 20. Jahrhundert

Nachdem die Stadtbevölkerung sich im 19. Jahrhundert verdoppelt hatte, verdreifachte sie sich im 20. Jahrhundert (siehe auch Demografie Italiens) und profitierte stark von Tourismus und der Industrie; auch Fernhandel und Finanzwirtschaft blühten auf.
Nach der nationalsozialistischen Machtergreifung in Deutschland (→ NS-Staat) siedelten sich viele deutsche Intellektuelle in und um Florenz an. Nicht alle von ihnen waren Emigranten im klassischen Sinne, sondern verließen Deutschland „nur“, weil ihnen das politische und kulturelle Klima in der Heimat nicht behagte. Das gilt etwa für den Kreis um Hans Purrmann, der ab 1935 die Villa Romana in Florenz leitete. Politisch und rassistisch Verfolgte fanden sich dagegen eher in den Kreisen um den Verleger Kurt Wolff, die Schriftsteller Alfred Neumann und Karl Wolfskehl oder am Landschulheim Florenz. Nach der Verabschiedung der italienischen Rassengesetze von 1938 waren auch in Florenz und Umgebung viele jüdische Emigranten zur abermaligen Flucht gezwungen oder hatten, wie etwa Karl Wolfskehl, diesen Schritt schon nach dem Hitlerbesuch in Italien im Frühjahr 1938 vollzogen. Noch prekärer wurde die Situation ab September 1943: Nach dem Seitenwechsel Italiens besetzte die Wehrmacht Italien (Fall Achse); es kam zu Razzien und anschließenden Deportationen in das Vernichtungslager Auschwitz.

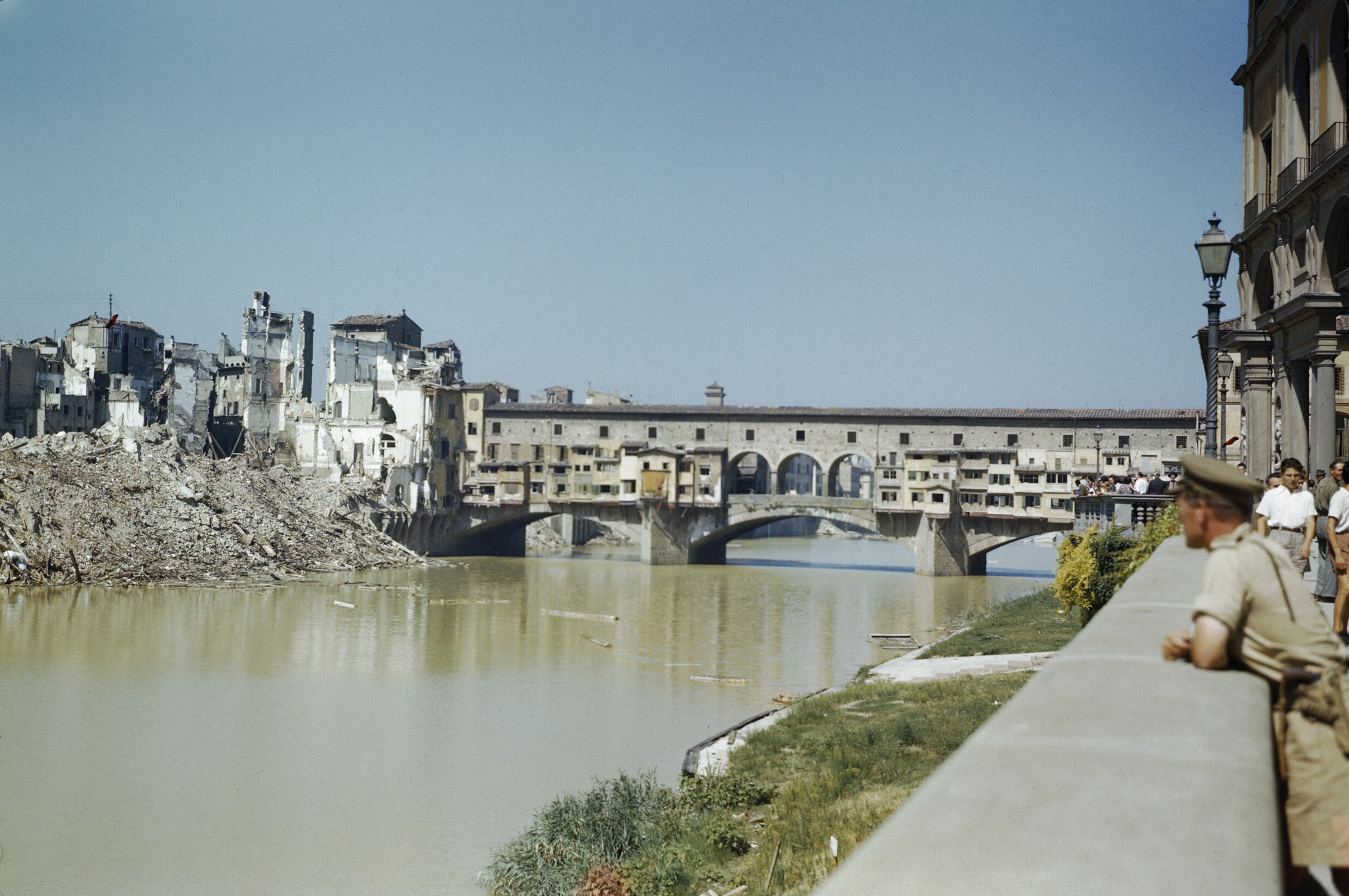
Ponte Vecchio und von den Nationalsozialisten zerstörte Häuser am Arnoufer August 1944

Mit dem Herannahen westalliierter Truppen im Sommer 1944 wurde der Schutz der Kunst- und Kulturstadt Florenz von deutscher und alliierter Seite geschickt für eigene Propagandazwecke ausgenutzt. Trotz der vermeintlichen deutschen Verlautbarungen, Florenz zur offenen Stadt zu erklären und des von Kesselring am 27. Juni 1944 erlassenen Befehls die Stadt zu räumen, befanden sich weiterhin zahlreiche militärische Dienststellen und Truppenteile in der Stadt. Auch die Intervention des Kardinals Elia Dalla Costa und des deutschen Konsuls in Florenz Gerhard Wolf bei deutschen Dienststellen, sich eindeutig für den Status der offenen Stadt zu bekennen, blieben ungehört. Von deutscher Seite wurde im Gegenteil weiterhin die Zerstörung ziviler Infrastrukturen wie Eisenbahnanlagen, Umspannwerke, Telefonleitungen vorangetrieben. Aufgrund der unklaren deutschen Haltung weigerten sich die Alliierten ihrerseits, Florenz als offene Stadt anzuerkennen. Am 27. Juli 1944 ließ das Komitee der nationalen Befreiung der Resistenza verkünden, den deutschen Verlautbarungen bezüglich der offenen Stadt nicht zu glauben. Am 30. Juli 1944 wurde auf Befehl des Stadtkommandant Fuchs ein breiter Streifen auf beiden Seiten des Arno geräumt, wovon etwa ein Drittel der Bevölkerung betroffen war. Am Tag darauf wurden alle Brücken über den Arno gesperrt und deren Sprengung mit Ausnahme des Ponte Vecchio vorbereitet. In der Nacht vom 3. auf den 4. August 1944 wurden die Brücken gesprengt. Anstelle des Ponte Vecchio sprengten die Deutschen auf beiden Uferseiten die zur Brücke führenden Straßenzüge. Wenige Stunden danach erreichten am 4. August 1944 britische Truppen der 8. Armee den südlichen Stadtrand von Florenz. In den folgenden Tagen entwickelte sich in den von den Deutschen gehaltenen Stadtteilen am rechten Arnoufer ein Häuserkampf mit dem italienischen Widerstand, während sich die Westalliierten am linken Flussufer abwartend verhielten. Am 12. August setzten die ersten alliierten Einheiten über den Arno. Die Kämpfe mit den langsam abziehenden deutschen Truppen dauerten noch bis Ende August an.
Beim landesweiten Referendum am 2. und 3. Juni 1946 über die zukünftige Staatsform Italiens stimmten die Florentiner gegen den Erhalt des Königreichs und für die Republik Italien. Von 1946 bis 1950 regierte eine Koalition aus Sozialisten und Kommunisten die Stadt. Es vollzog sich ein rascher wirtschaftlicher und sozialer Wandel und Aufschwung. Die Jahre bis 1964 waren durch den christlich-sozialen Politiker Giorgio La Pira geprägt, der Bürgermeister von 1950 bis 1956 und wieder von 1960 bis 1964 war. Die Überschwemmung in Florenz 1966 beschädigte viele Kunstschätze und forderte 34 Menschenleben, wobei die genauen Angaben von den Behörden jahrzehntelang unter Verschluss gehalten wurden.

## Kultur
Bildende Kunst

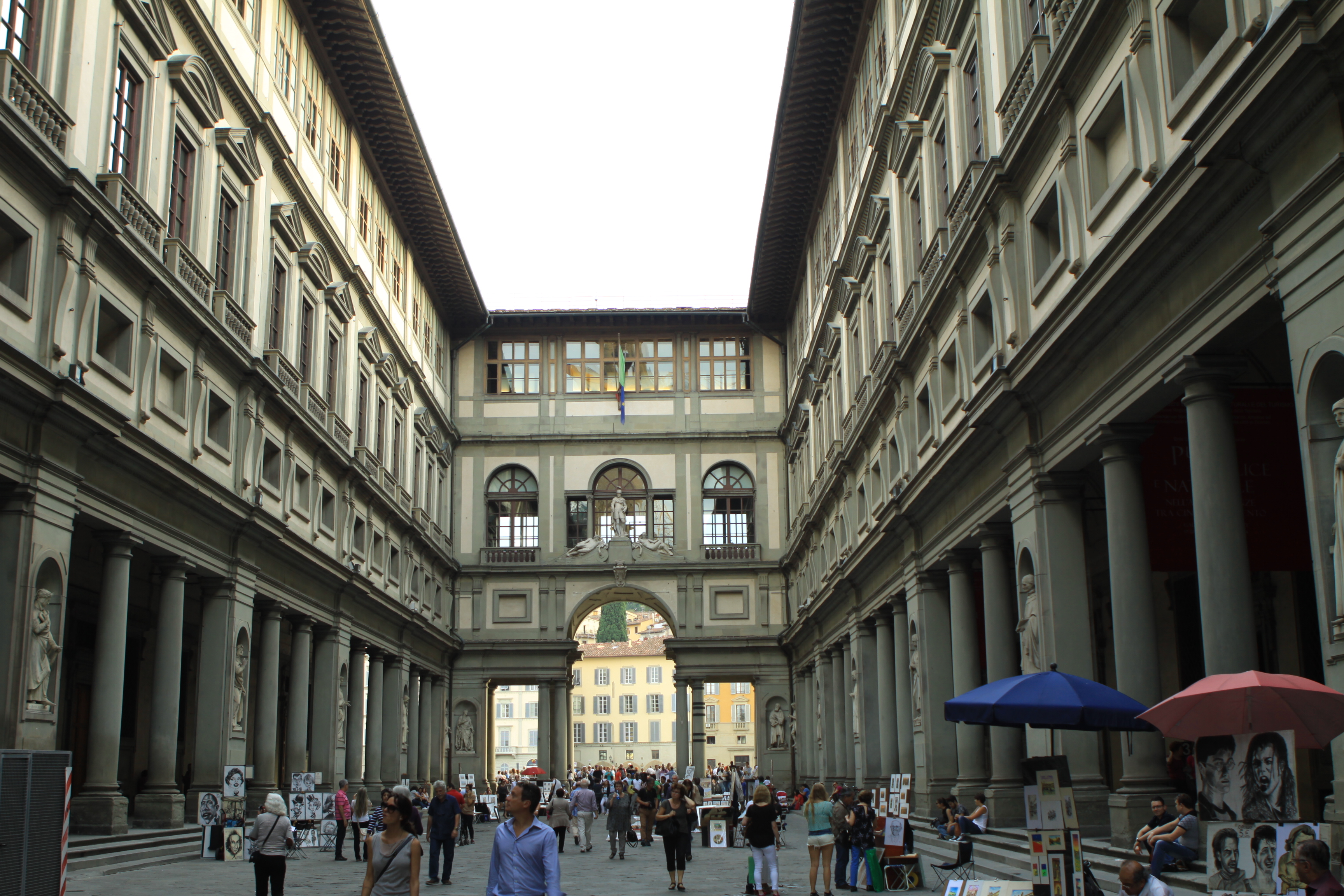
Uffizien

Florenz hat ein großes und bedeutendes künstlerisches Erbe. Cimabue und Giotto, die „Väter“ der italienischen Malerei, lebten in Florenz sowie Arnolfo und Andrea Pisano. Weitere bedeutende Pioniere in Architektur und Skulptur waren Brunelleschi, Donatello und Masaccio, allesamt verbrachten sie große Zeit ihres künstlerischen Lebens in Florenz. Auch der Universalgelehrte Leonardo da Vinci gilt als einer der herausragendsten Denker und Erfinder seiner Zeit. Er verbrachte einen großen Teil seines Lebens in der Stadt.
Die Kunst vieler Maler und Bildhauer wird in den zahlreichen Museen in Florenz ausgestellt, die vor allem in den Sommermonaten ausverkauft sind oder sich Schlangen mit stundenlangen Wartezeiten bilden. Die bekanntesten Museen sind die Uffizien und der Palazzo Pitti, mit einer herausragenden Sammlung.
Musik
Seit 1933 findet in Florenz das Opernfestival Maggio Musicale Fiorentino statt. Mit der Opera di Firenze gibt es ein Opernhaus, ferner ist die Stadt Sitz des Orchestra Regionale Toscana. 
Sprache und Dialekt
In Florenz wird Florentinisch (fiorentino) gesprochen.
Florentinisch ist ein toskanischer Dialekt, der in vielen Teilen identisch mit dem Standarditalienischen ist, in der Aussprache aber Besonderheiten aufweist.
Recht
Im Jahr 1786 endeten mit Abschaffung von Todesstrafe und Folter durch Peter Leopold (1765 bis 1790 Großherzog der Toskana) diese Methoden in Florenz. Das Großherzogtum Toskana war damit der erste Staat der Welt, der die Todesstrafe abschaffte.

## Religion
Die Bevölkerung ist zu etwa 99 % römisch-katholisch, bedingt durch den wichtigen Sitz des Erzbischofs und der Bischofskirche Santa Maria del Fiore. Das Bistum Florenz bestand bereits zur Zeit des Römischen Reiches und wurde 1419 Erzbistum mit Sitz eines Metropoliten. 
Neben dem römisch-katholischen Erzbistum existieren mehrere Kirchen anderer christlicher Glaubensgemeinschaften sowie eine Synagoge und Moschee.

## Sehenswürdigkeiten
Die Innenstadt von Florenz hat einen großen Bestand von historischen Bauwerken – Kirchen, öffentlichen Gebäuden und Wohnbauten – aus dem 11. bis 19. Jahrhundert; dominierend sind Bauwerke des 14. und 15. Jahrhunderts. Lücken schlugen vor allem umfassende Gentrifizierungsprojekte ("Risanamento") des 19. Jahrhunderts; sie wurden durch engagierte Bürger der Associazione per la difesa di Firenze antica gestoppt.
Die Altstadt wurde 1982 in das UNESCO-Welterbe aufgenommen, wobei es hierzu im Antrag heißt, dass „jede Rechtfertigung hierfür lächerlich und unverfroren“ sei, da sich hier die „weltgrößte Anhäufung universell bekannter Kunstwerke“ befinde.

### Plätze, Straßen und Brücken
Piazza della Signoria

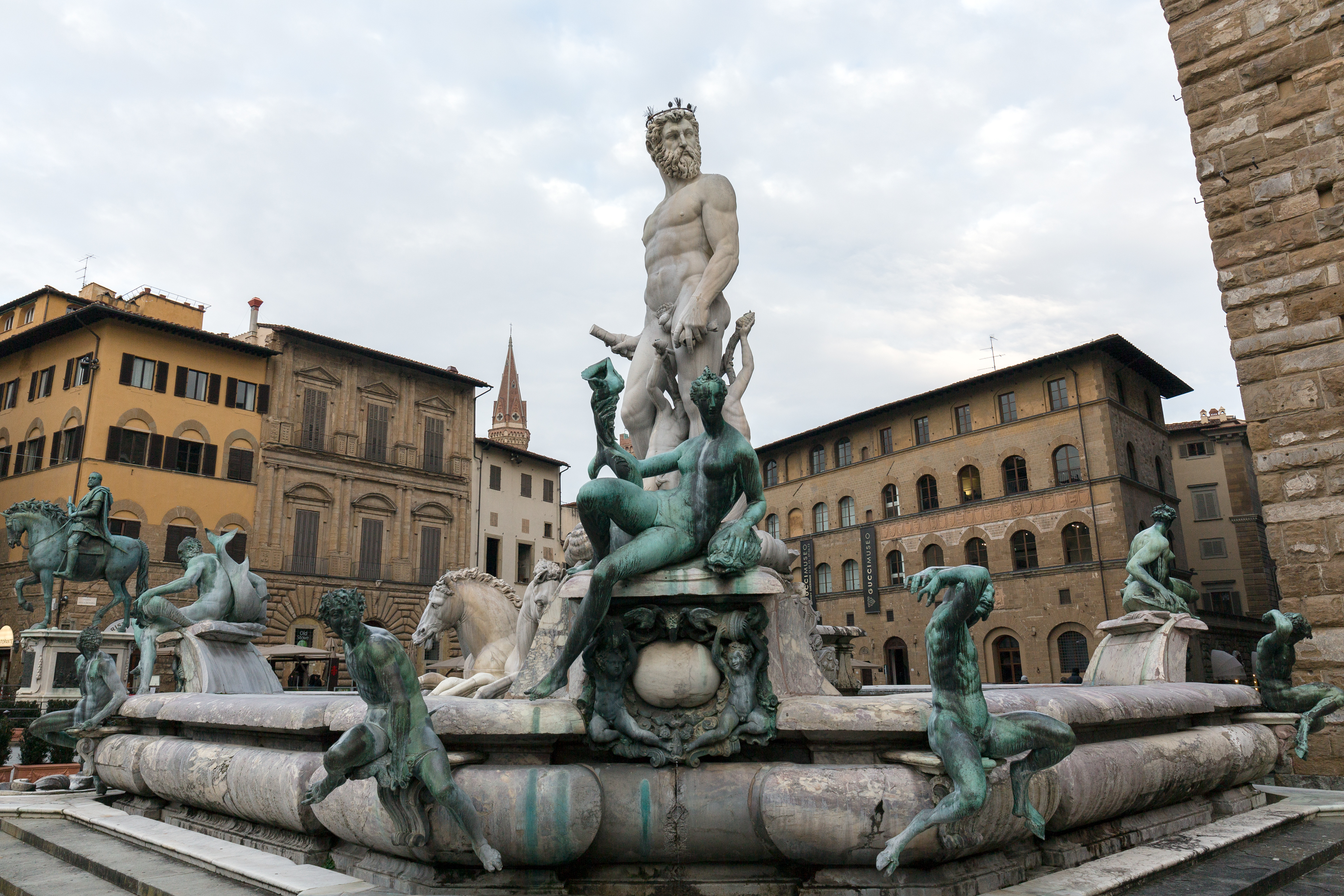
Neptunbrunnen auf der Piazza della Signoria

Zentrum der historischen Altstadt ist die Piazza della Signoria. Hier sandten die Florentiner Dante 1301 ins Exil, hier verbrannten sie 1497 auf Aufforderung des Girolamo Savonarola im „Fegefeuer der Eitelkeiten“ Schmuck, Kosmetika, Spiegel, Musikinstrumente und Ähnliches und im darauffolgenden Jahr nach päpstlichem Urteil Savonarola selbst. Auf dem Platz befand sich ursprünglich Michelangelos Statue David an der Frontseite des Palazzo Vecchio. Die Statue wurde jedoch mittlerweile durch eine Kopie ersetzt, das Original befindet sich in der Accademia di Belle Arti. Auf dem Platz befindet sich zudem Bartolomeo Ammanatis marmorner Neptunbrunnen. Er bildet den Endpunkt eines noch funktionsfähigen Aquädukts aus der Antike. Außer dem Palazzo Vecchio liegt die Loggia dei Lanzi an diesem wichtigsten Platz der Stadt.
Piazza della Repubblica
An der Stelle des römischen Zentrums liegt der Platz mit dem Triumphbogen. Er wurde geplant, als Florenz ab 1865 italienische Hauptstadt war und vor allem um 1890 historistisch gestaltet.
Ponte Vecchio

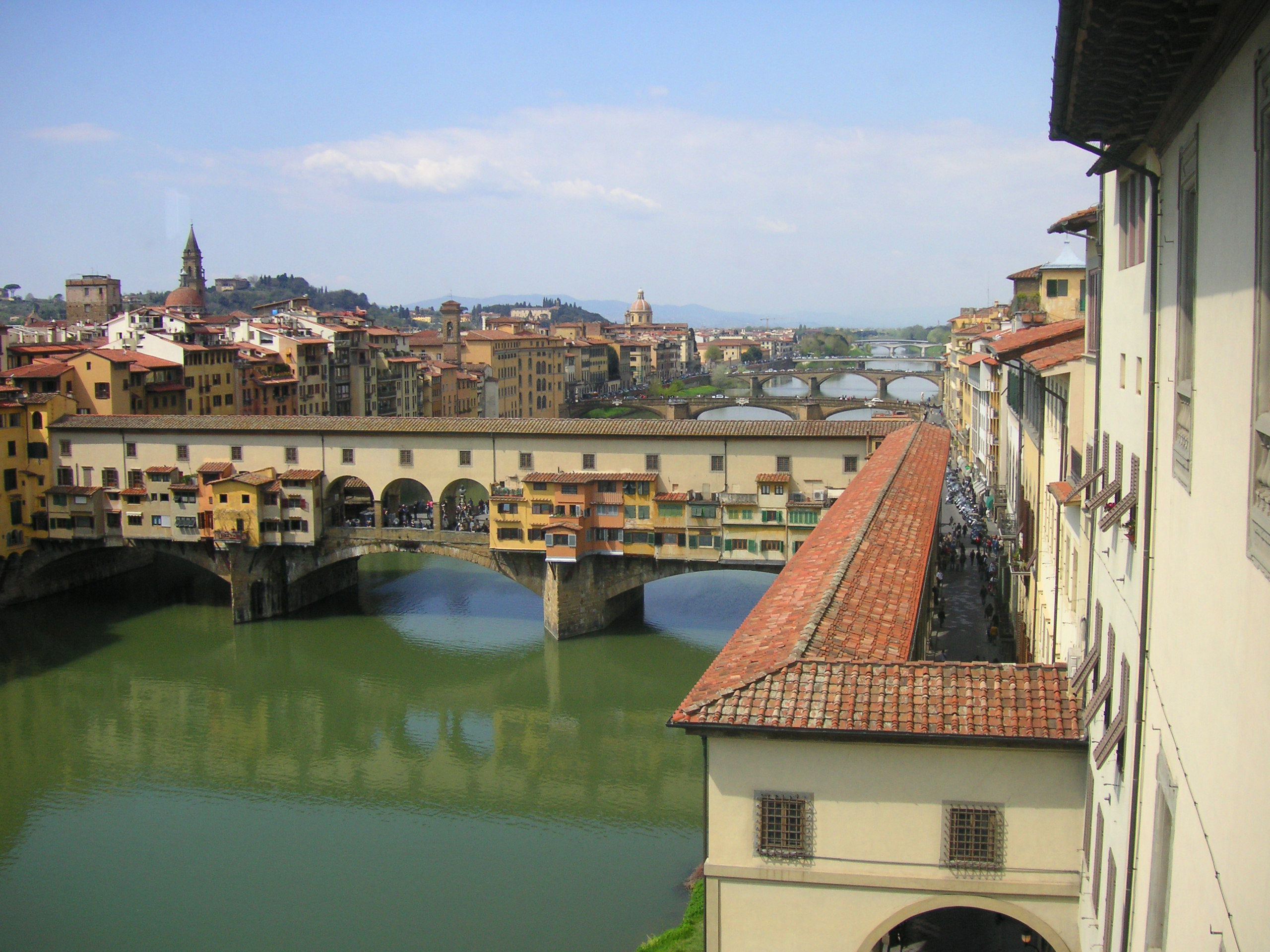
Der Ponte Vecchio

Die einzige Brücke, die den Zweiten Weltkrieg unbeschadet überstand, ist der Ponte Vecchio. Die das erste Mal von den Etruskern gebaute Brücke verbindet die Uffizien mit dem Palast der Medici. Sie zeichnet sich heute vor allem durch entlang ihrer beiden Brüstungsverläufe erbaute Schmuckläden aus, deren Baulichkeiten teils über die Brücke hinausragen.

### Kirchen

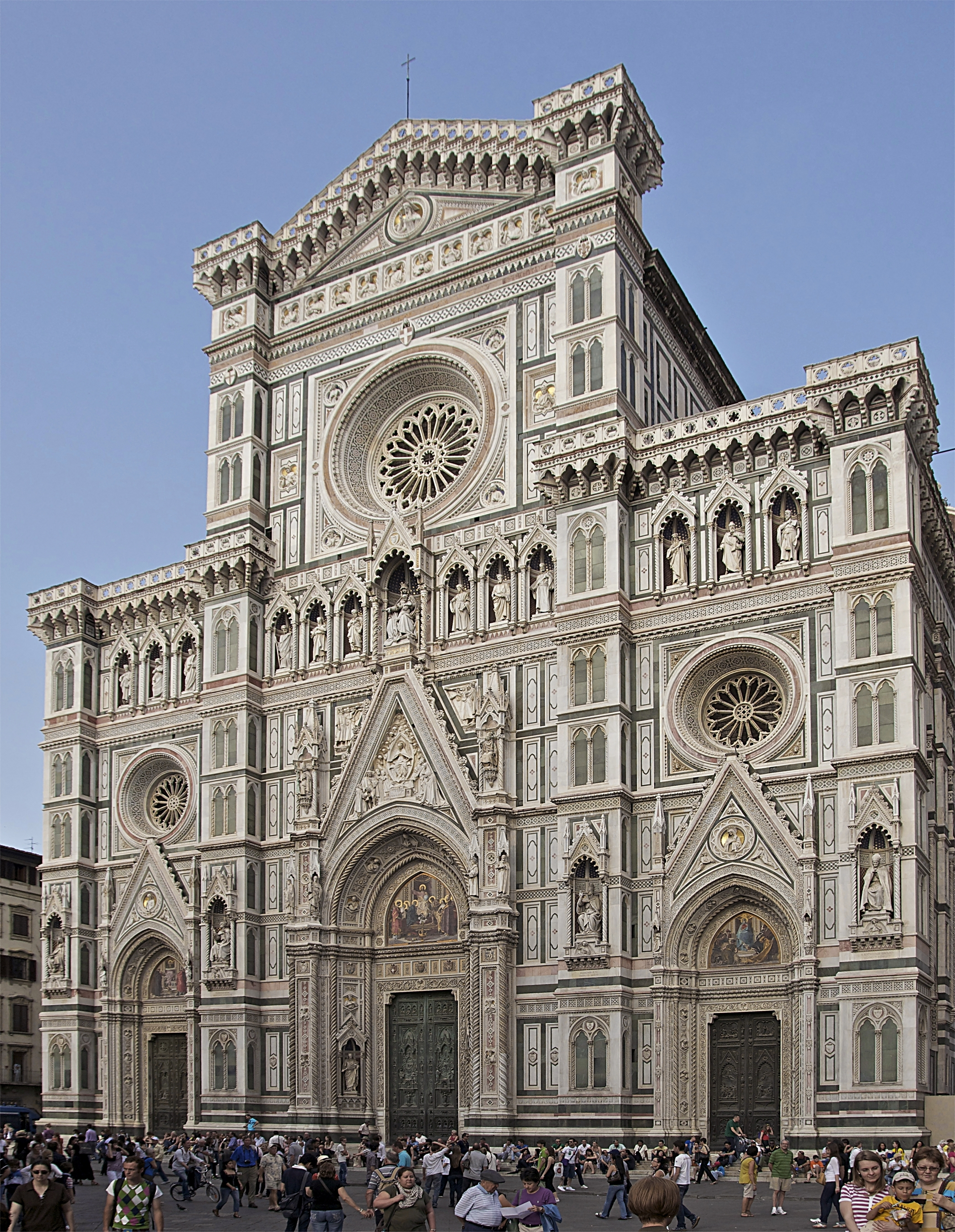
Westfassade der Kathedrale Santa Maria del Fiore

Zentrum der Florentiner Kirchen ist die romanisch-gotische Kathedrale Santa Maria del Fiore mit ihrer eindrucksvollen Kuppel von Filippo Brunelleschi. Die vom 12. bis 14. Jahrhundert gebaute Kirche steht Touristen offen. Zum Domkomplex gehören weiter der Campanile des Giotto südlich an der Kathedrale und das westlich vor der Kirche gelegene Baptisterium San Giovanni mit Paradiespforte. Wichtige Skulpturen aus der Kirche wie die Pietà Palestrina, die früher Michelangelo zugeschrieben wurde, sind im Dommuseum zu besichtigen.
Die Basilica di San Lorenzo stammt in ihrer ersten Version von 390 (von Ambrosius geweiht) und wurde ab 1421 von Brunelleschi in den Formen der Frührenaissance umgebaut. Auf Grund zwischenzeitlichen Geldmangels ruhten die Bauarbeiten mehrfach. Die Ausführung der Pläne Brunelleschis konnte so erst nach seinem Tode vollendet werden, dennoch blieb die Fassade trotz eines spektakulären Entwurfs Michelangelos von 1518 bis heute unvollendet. An ihren Chor schließt sich zwischen den beiden Sakristeien des Brunelleschi und des Michelangelo die Medici-Kapelle an, die wie diese Grablegen der Familie Medici beherbergt. An einem Kreuzgang südlich der Kirche liegt die Biblioteca Medicea Laurenziana, gleichfalls nach Plänen des Michelangelo geschaffen.
- Romanisch: Baptisterium San Giovanni (11./12. Jahrhundert), San Miniato al Monte (11. Jahrhundert), Santi Apostoli (11. Jahrhundert)
- Romanisch-gotisch: Badia Fiorentina (13./14. Jahrhundert), Orsanmichele (1337)
- Gotisch: Santa Trinita, Santa Maria Novella, San Salvatore al Monte, Santa Croce (mit Grabmälern von Michelangelo, Galileo Galilei, Machiavelli, Gioachino Rossini, Ugo Foscolo)
- Renaissance: Santo Spirito, Santissima Annunziata

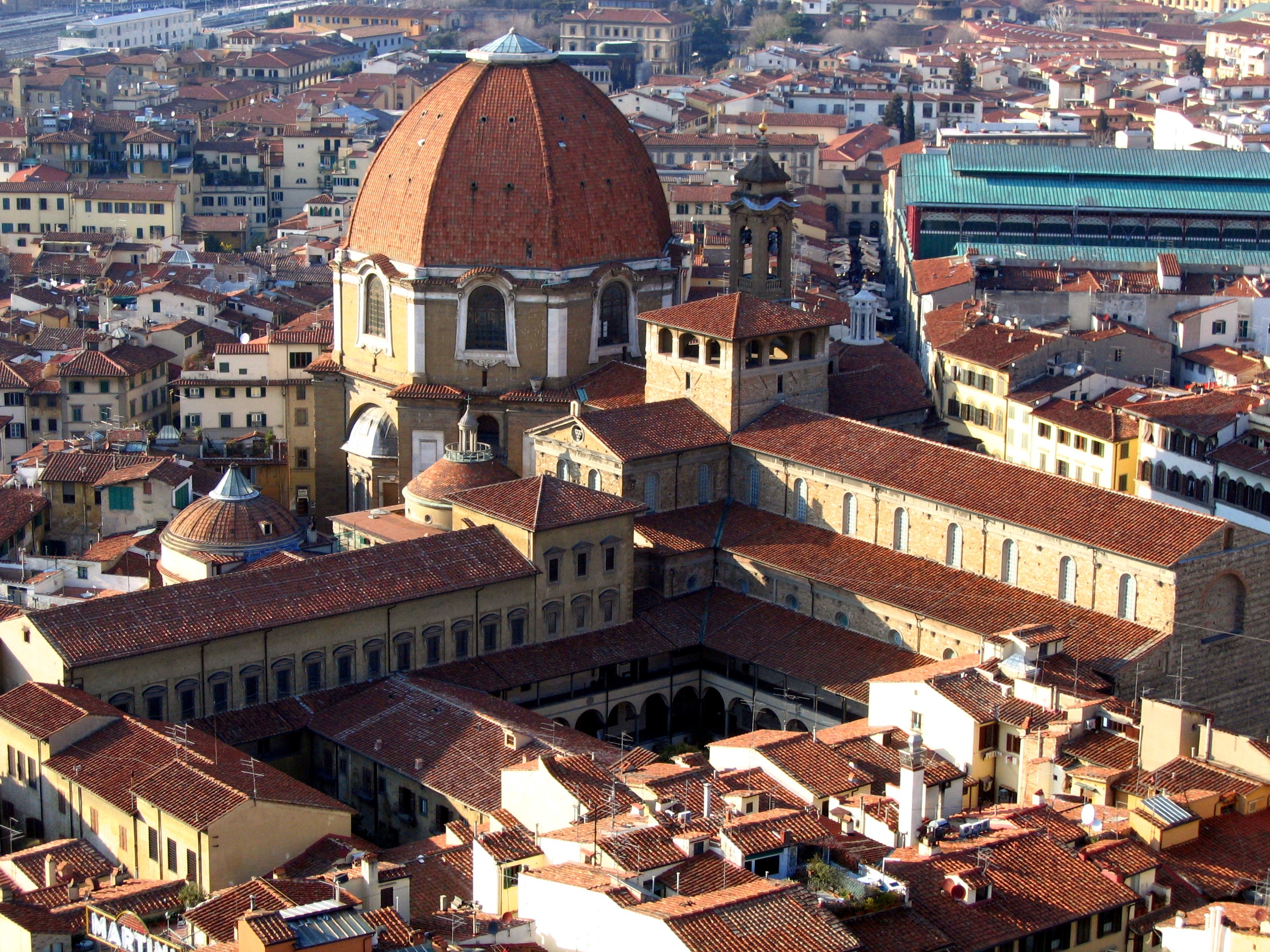
Basilica di San Lorenzo
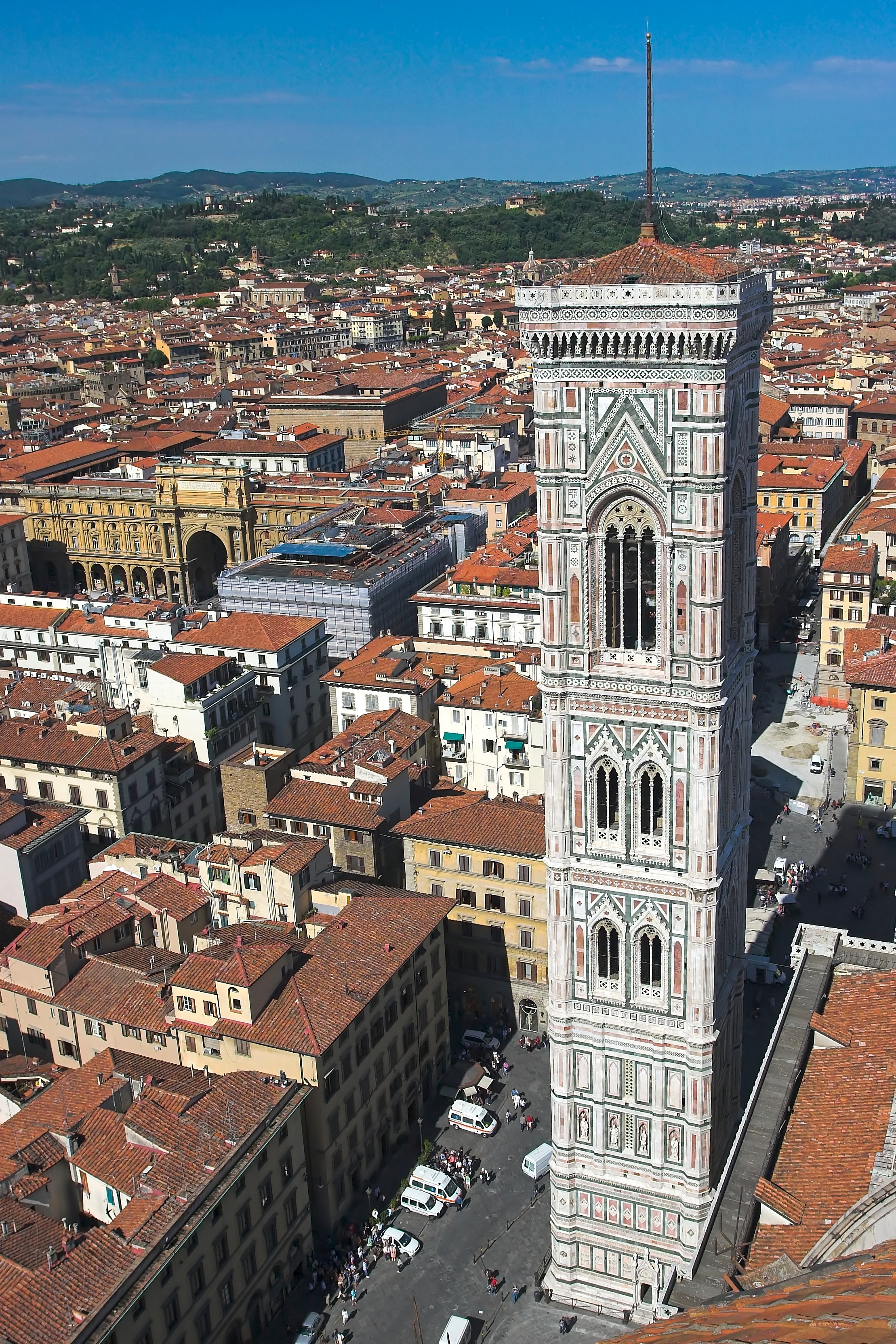
Campanile
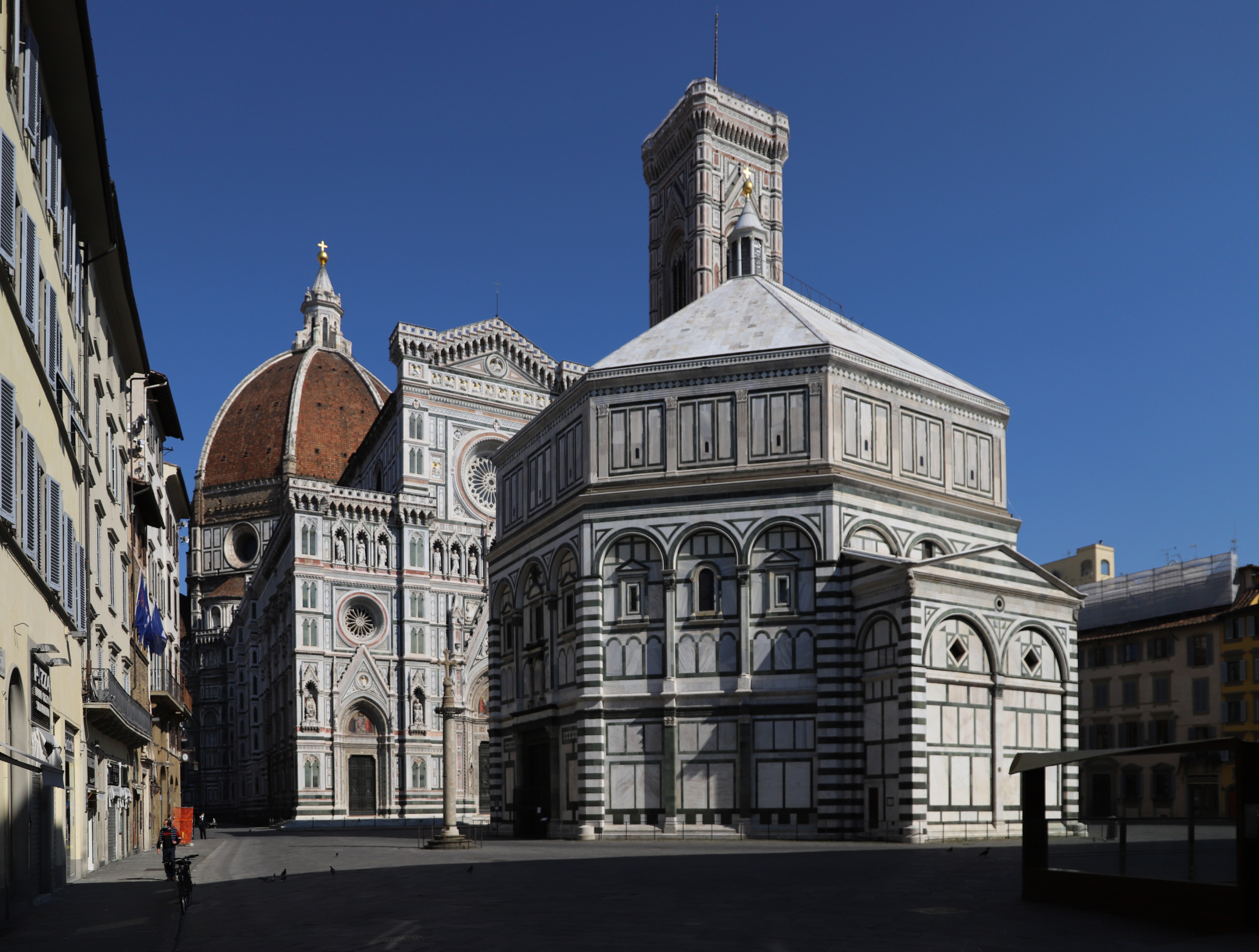
Baptisterium San Giovanni und Dom
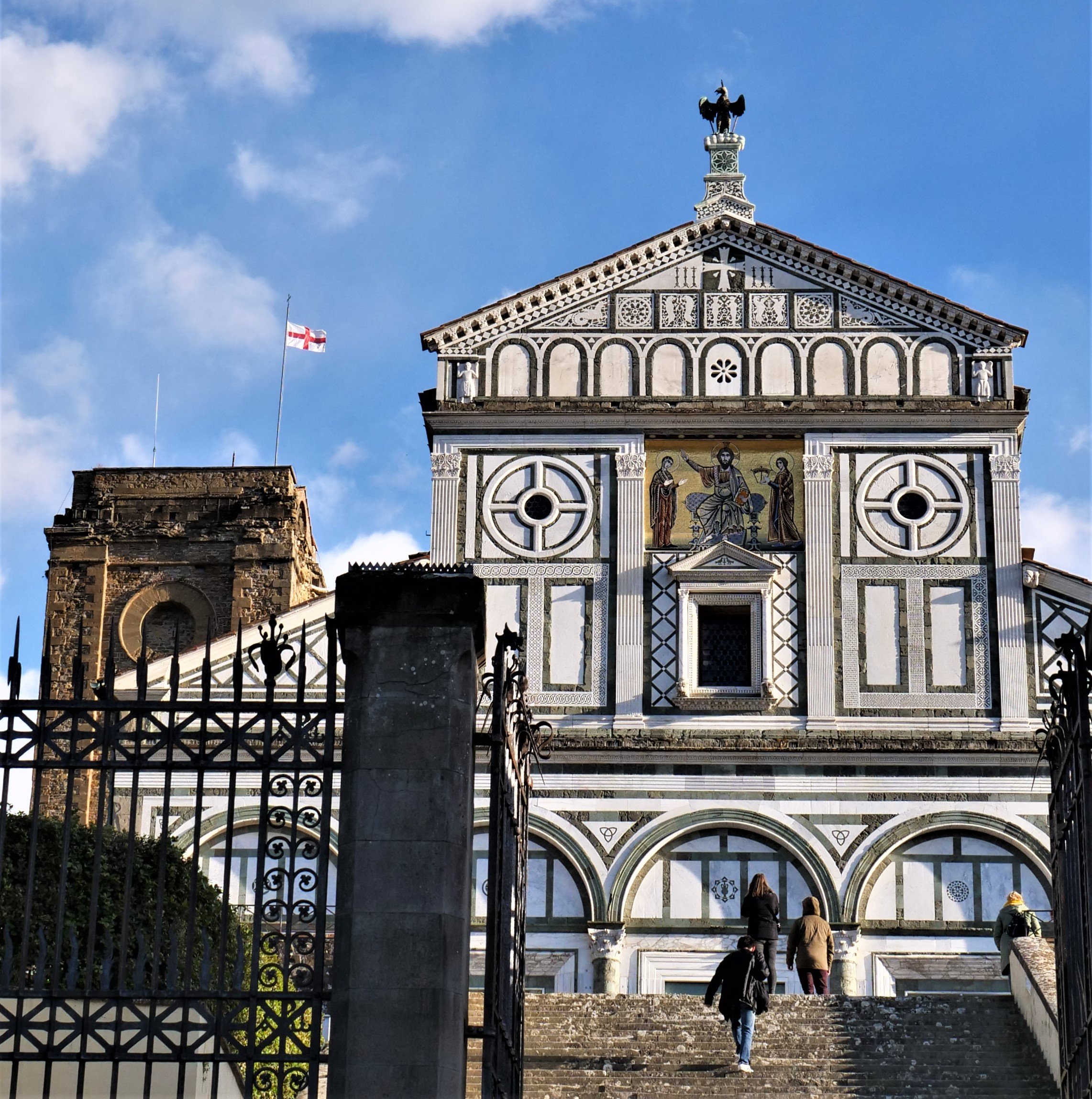
San Miniato al Monte
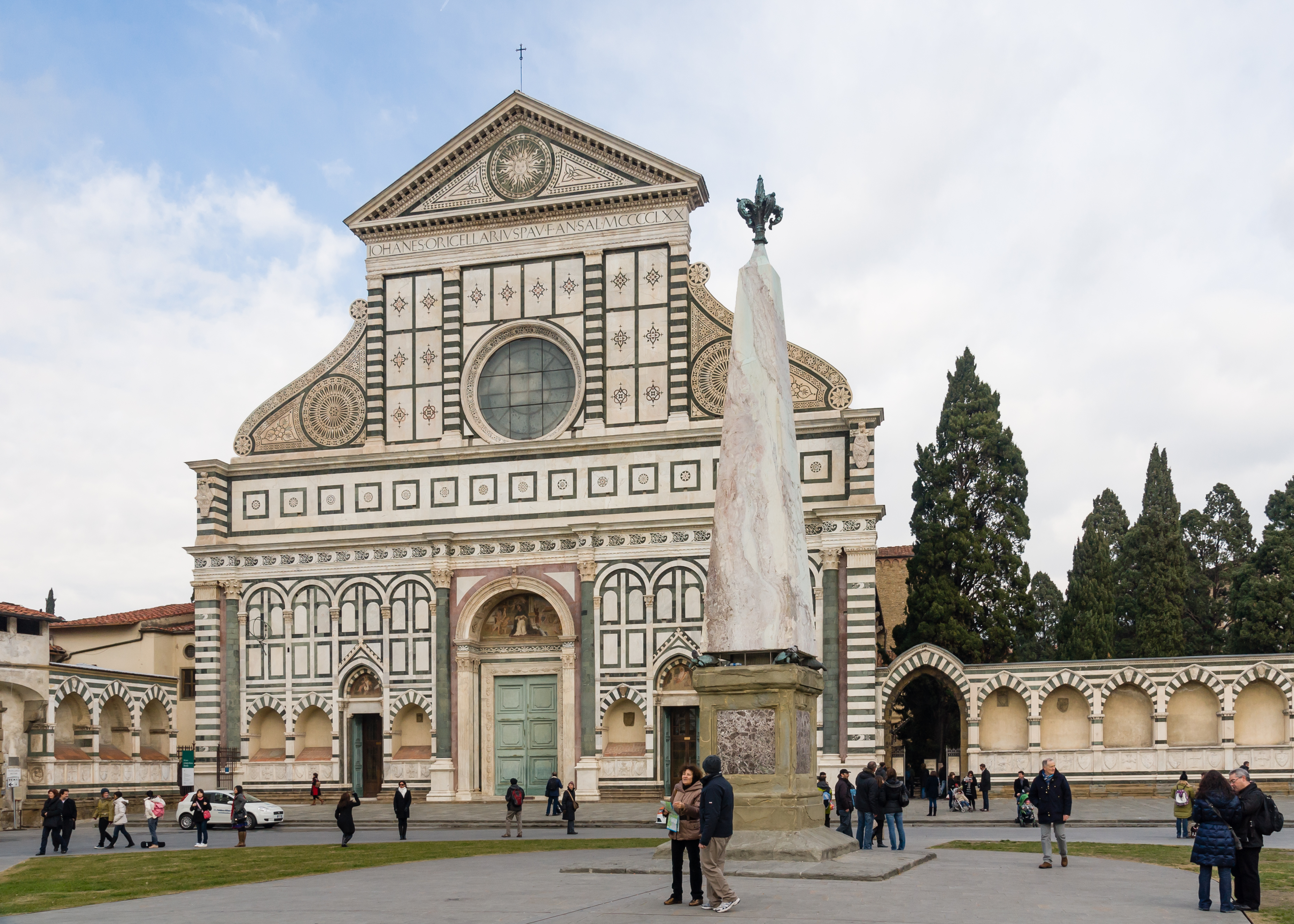
Santa Maria Novella
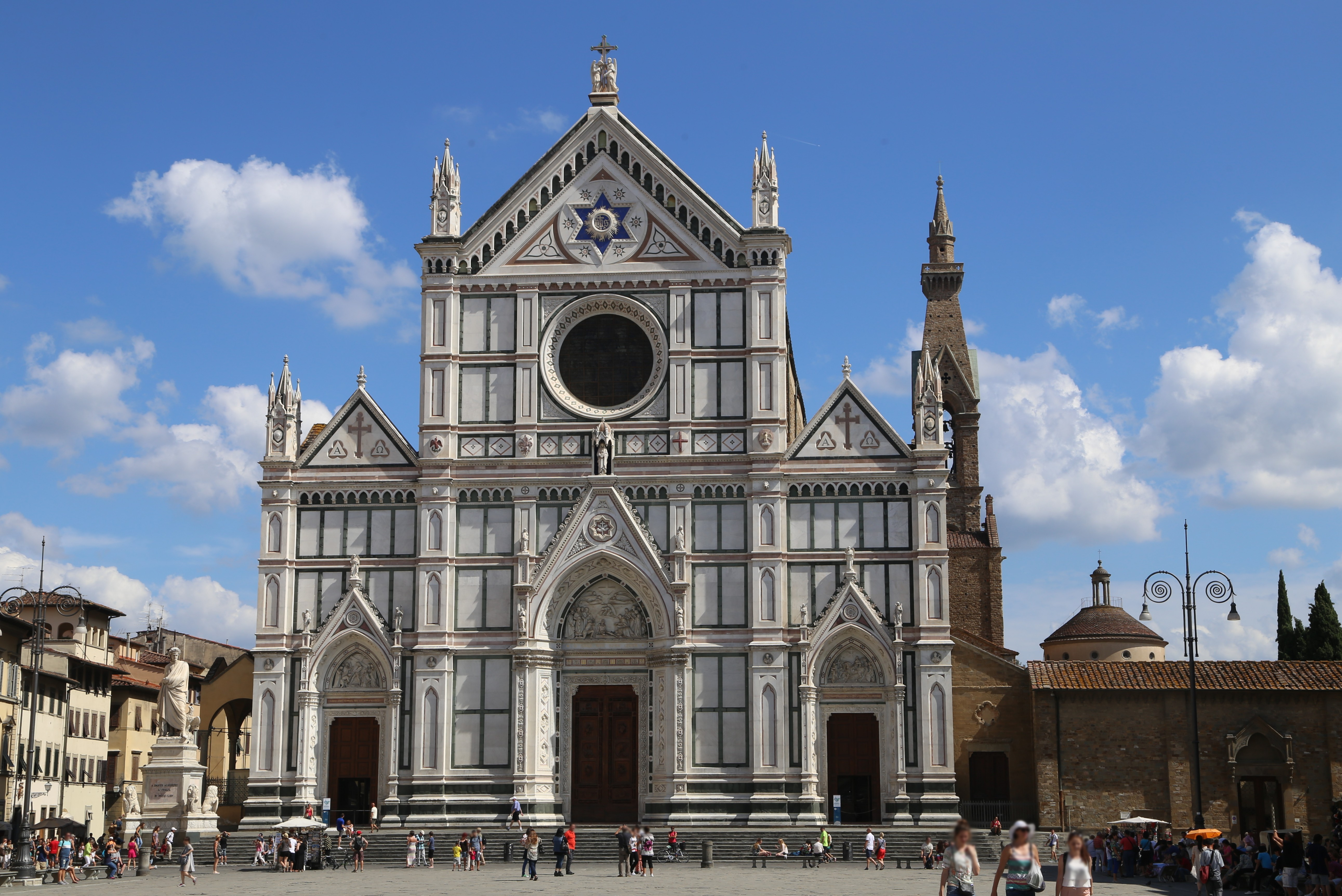
Santa Croce
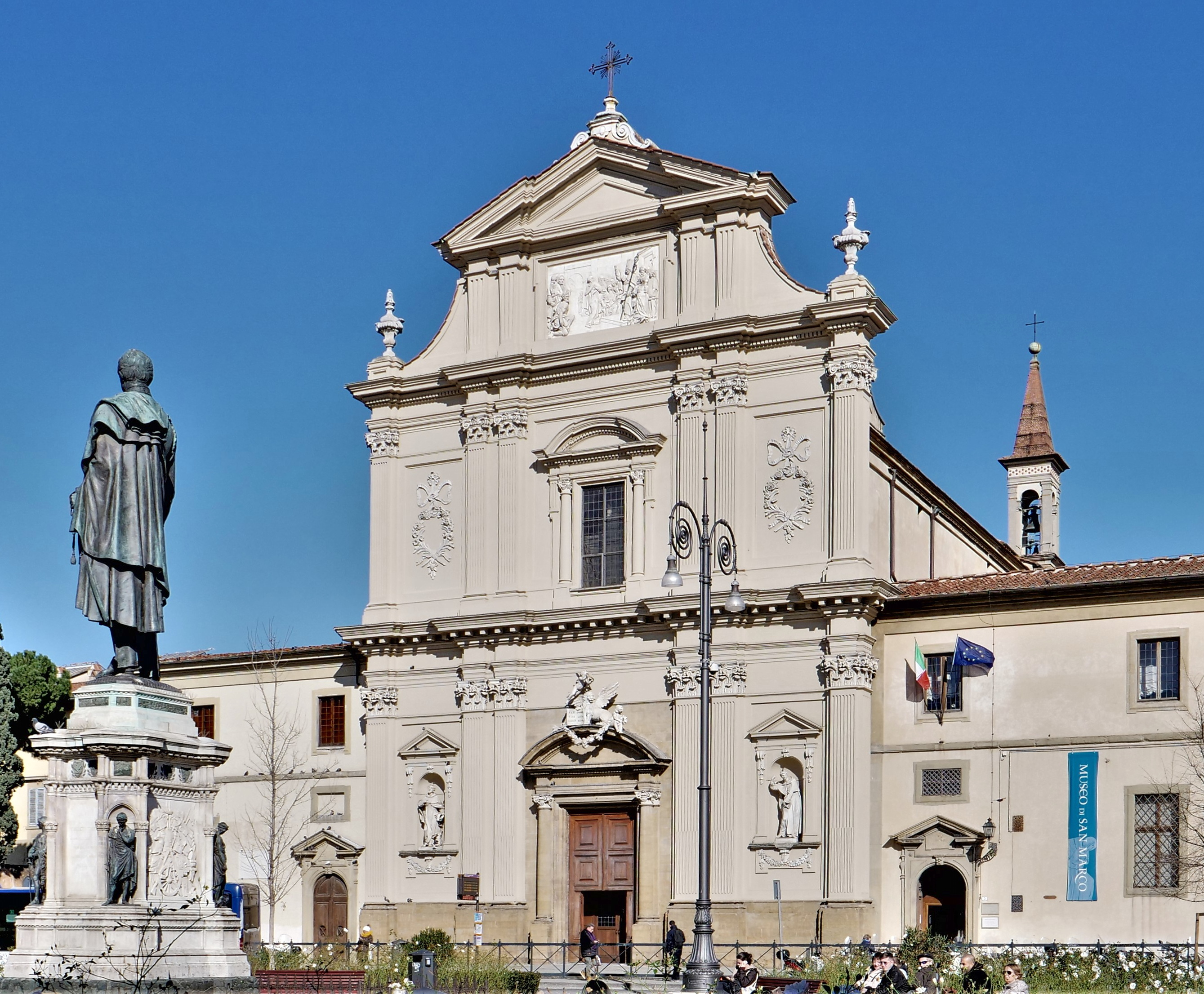
Kloster San Marco

### Paläste

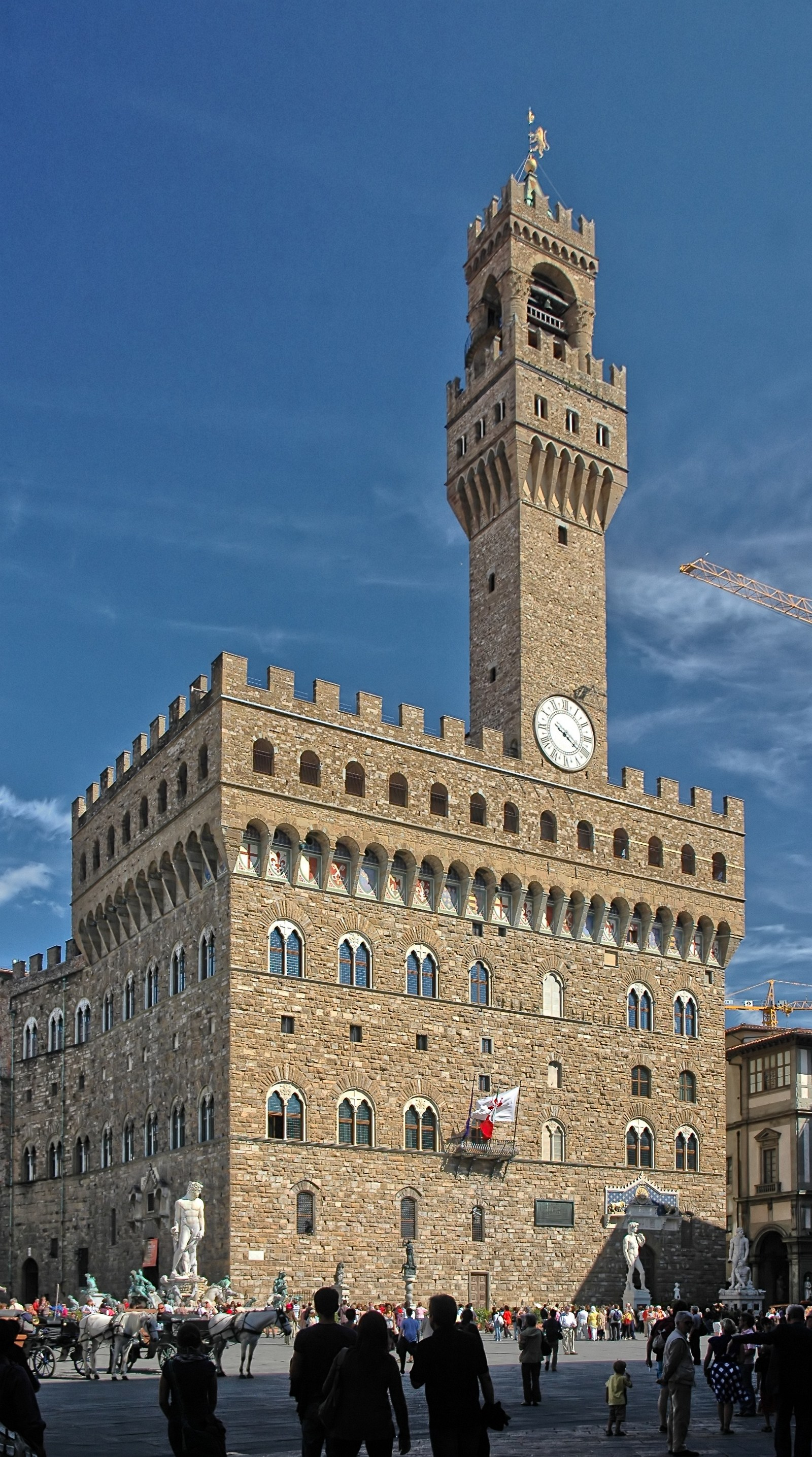
Palazzo Vecchio

Der Palazzo Pitti, gegenüber der Piazza della Signoria jenseits des Arno gelegen, beherbergt heute die ehemalige Privatsammlung der Medici. Angeschlossen an den Palast ist der Boboli-Garten mit eindrucksvoller Landschaftsgestaltung und vielen Skulpturen, dahinter das Belvedere, das einen Blick über die Stadt erlaubt.
Unter den mittelalterlichen Palästen erwähnenswert sind ferner:
- Palazzo del Bargello (Palazzo del Podestà), heute ein Museum der Bildhauerkunst
- Palazzo Davanzati
- Palazzo Vecchio

Sehenswerte Renaissancepaläste sind:
- Palazzo Gherardi
- Palazzo Medici Riccardi
- Palazzo Rucellai
- Palazzo Bartolini Salimbeni[22]
- Palazzo Strozzi
- Palazzo Pandolfini

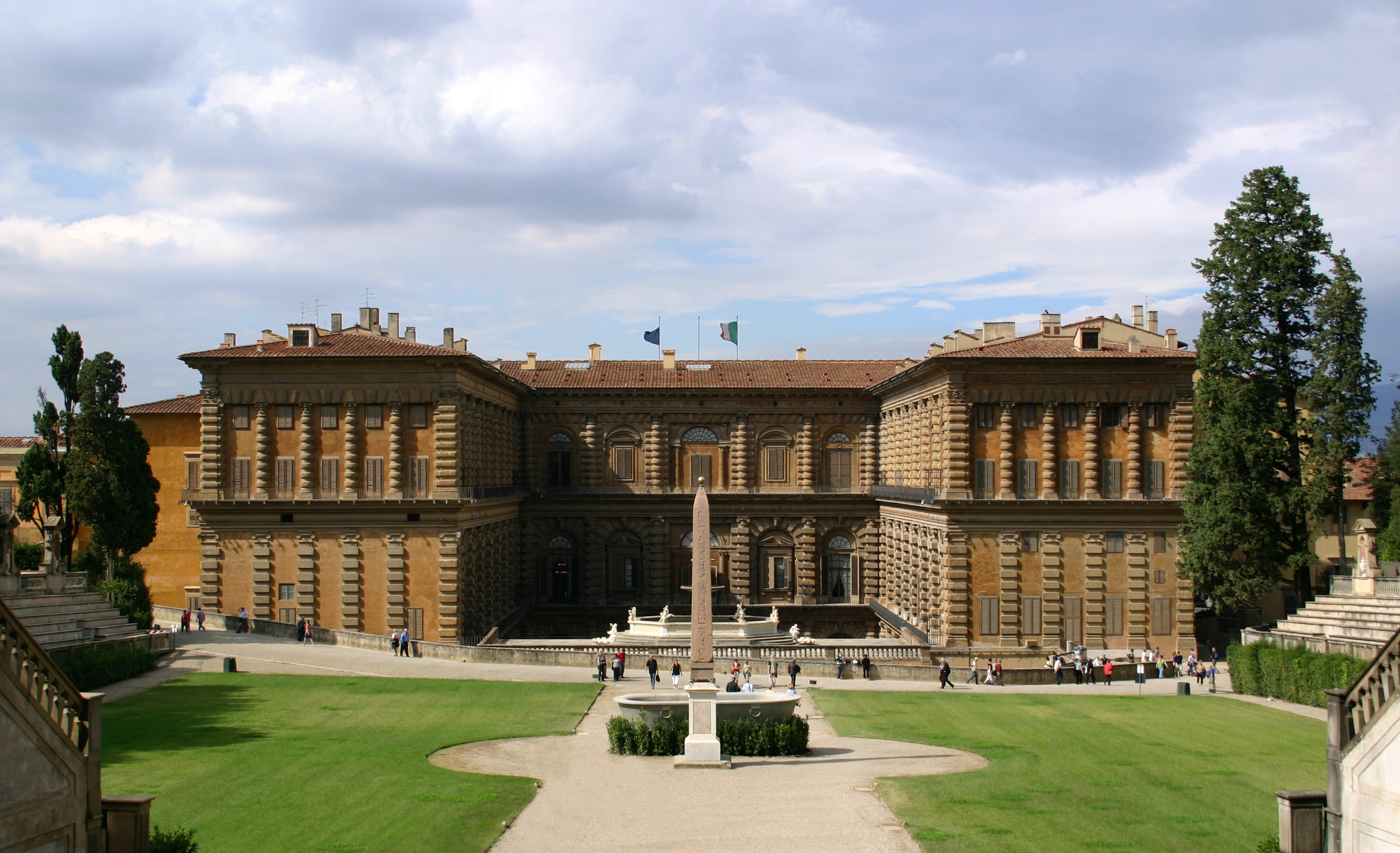
Gartenfassade des Palazzo Pitti
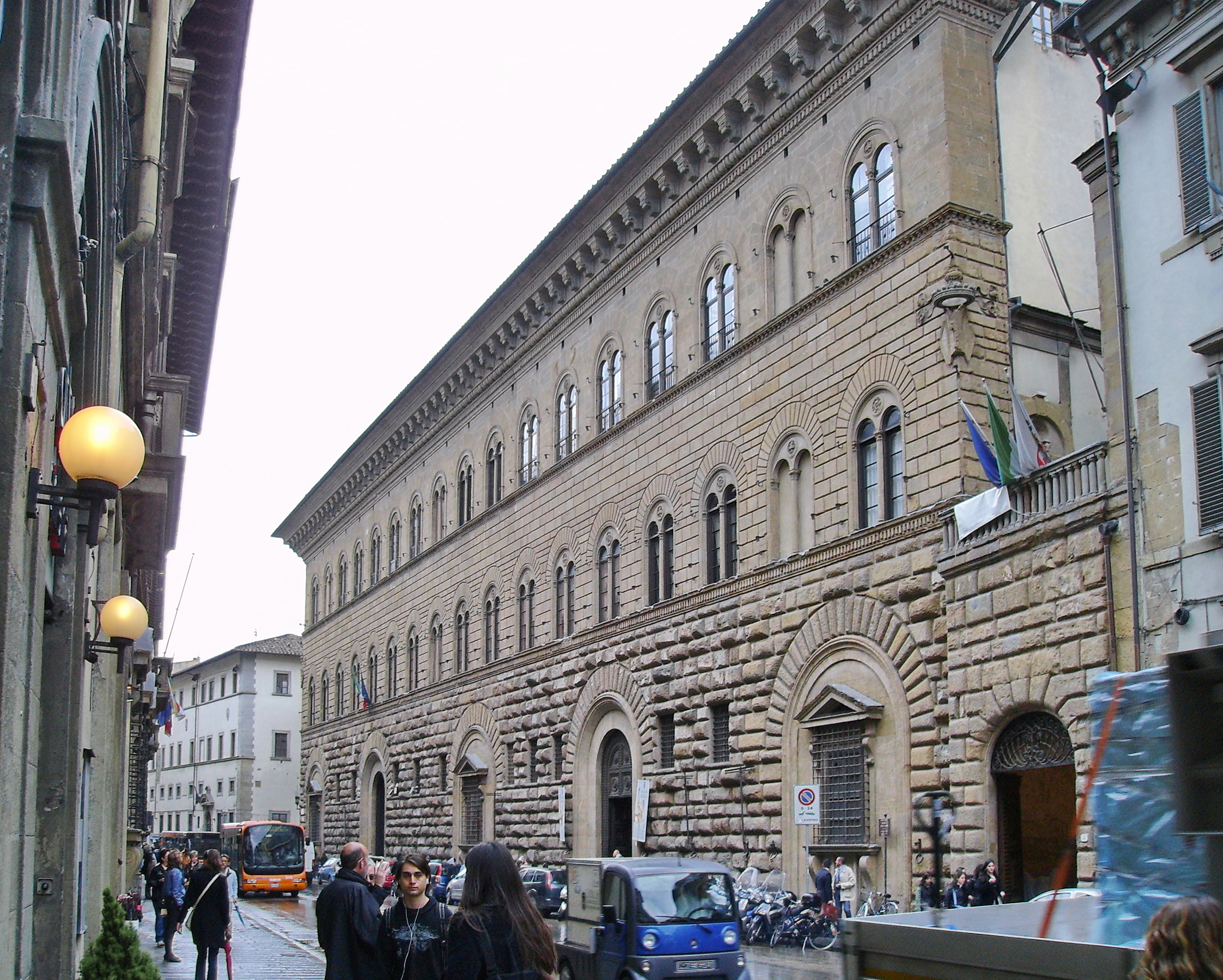
Erster Profanbau der Frührenaissance: Palazzo Medici Riccardi
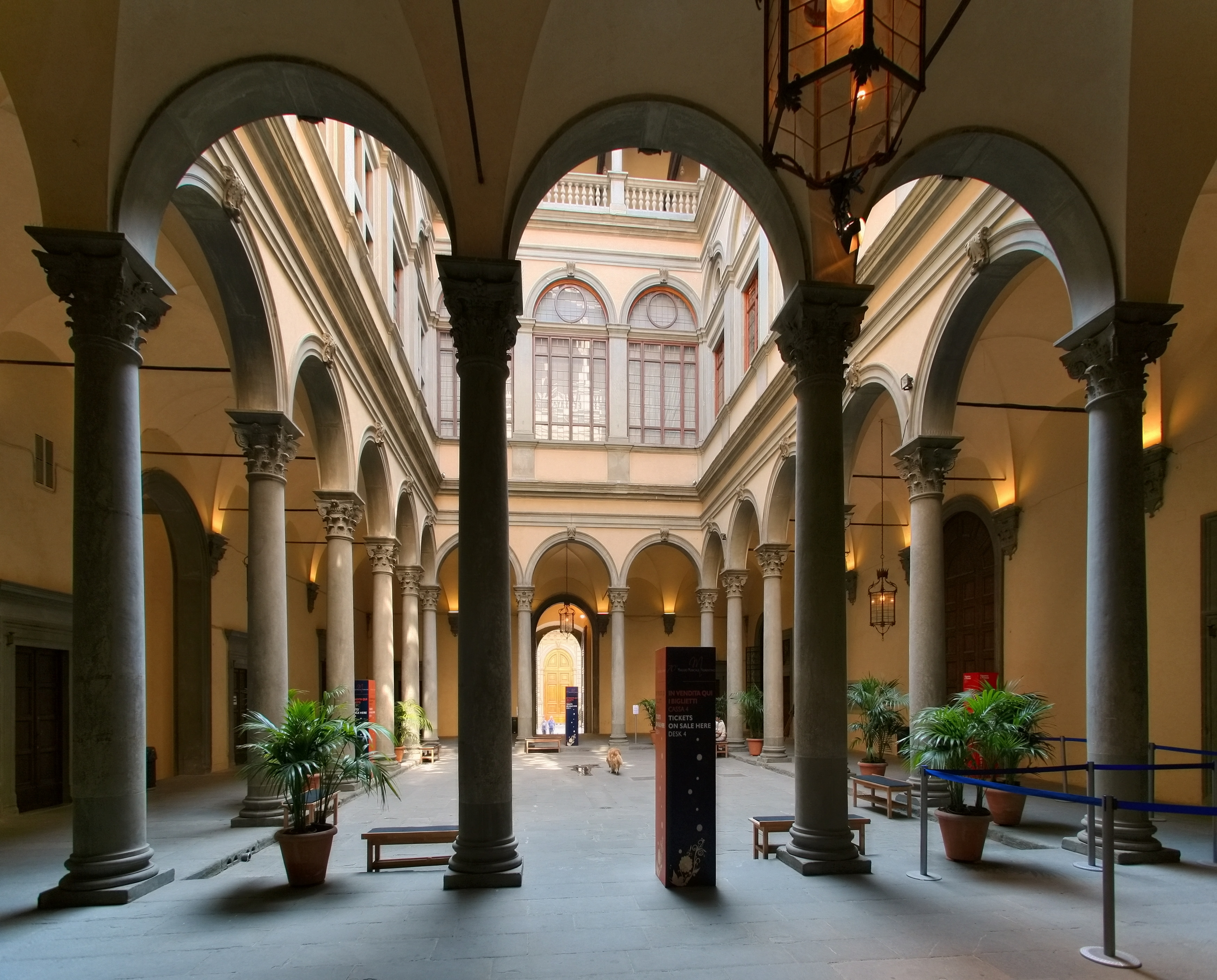
Innenhof des Palazzo Strozzi

### Museen (Auswahl)

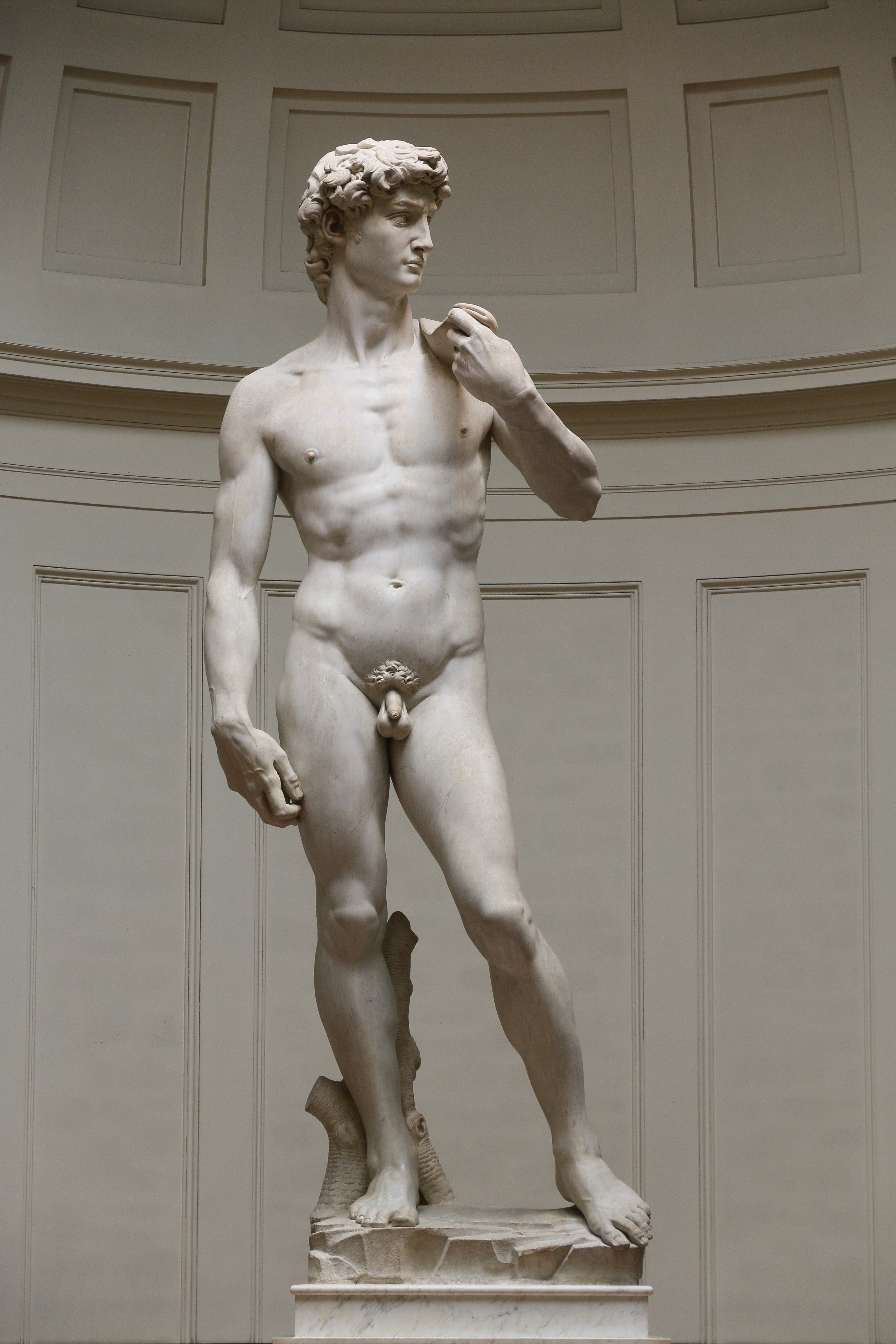
Michelangelos David in der Accademia di Belle Arti

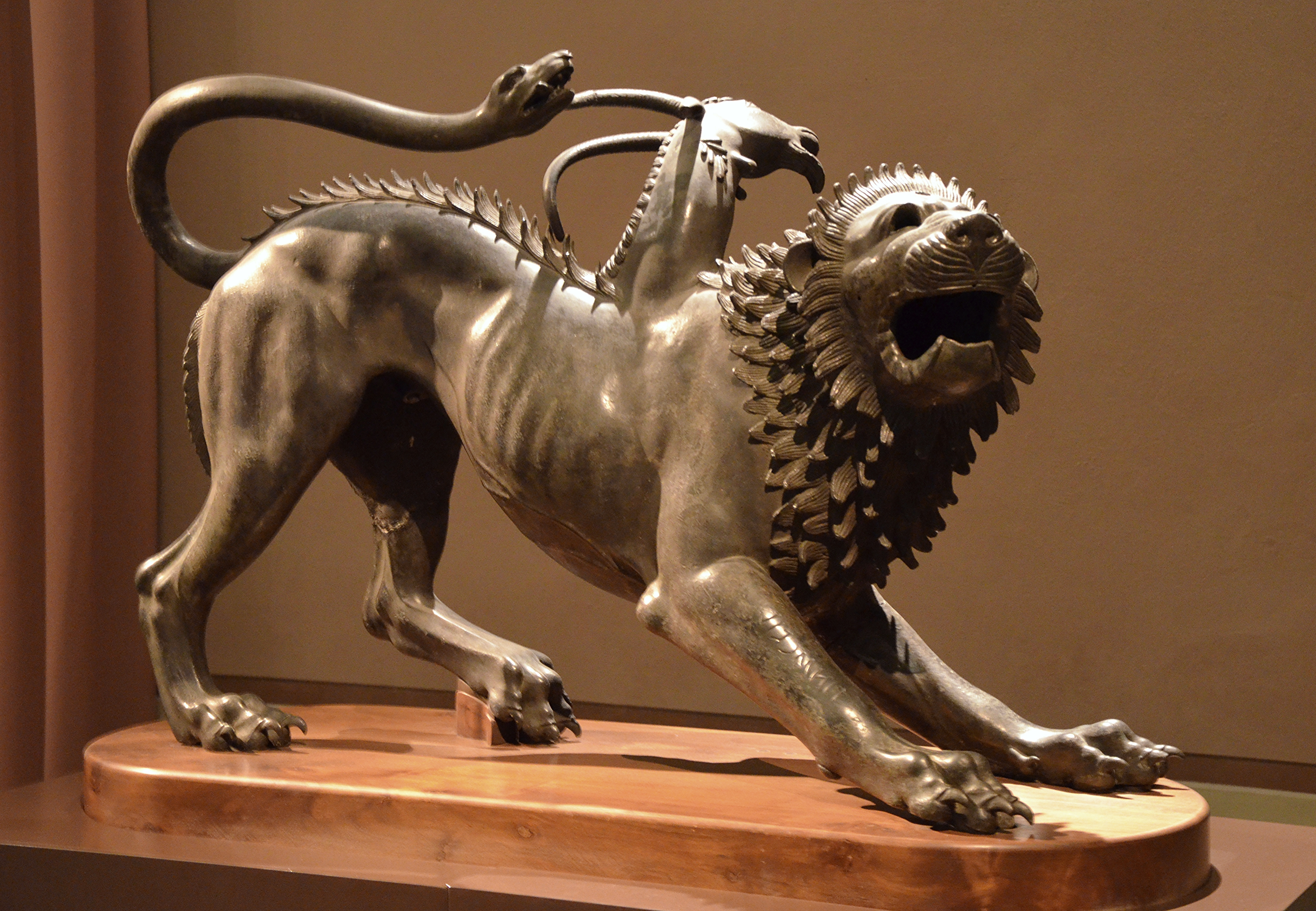
Chimäre von Arezzo, eines der bekanntesten Beispiele etruskischer Kunst (5. Jahrhundert v. Chr.), Museo Archeologico Nazionale

- Uffizien

Die Uffizien neben der Piazza della Signoria, die unter der Herrschaft der Medici als Verwaltungsgebäude für das Großherzogtum Toskana entstanden, beherbergen eines der weltweit bedeutendsten Museen für klassische Kunst, insbesondere der italienischen Malerei.
- Accademia

Der Accademia di Belle Arti unterstellt und im gleichen Häuserblock an der Piazza delle Belle Arti gelegen sind das Kunstmuseum Galleria dell’Accademia (Via Ricasoli 58/60) und das Museum der renommierten florentinischen Restaurierungswerkstätten Opificio delle Pietre Dure (Via degli Alfani 78).
- Museo Nazionale del Bargello

Der Palazzo del Bargello (Palazzo del Podestà) beherbergt ein Museum mit Werken der Bildhauerkunst, darunter Arbeiten von Donatello, Giambologna und Michelangelo sowie z. B. auch Werke der Malerei wie die des namentlich nicht bekannten, nach seinem Werk im Museum benannten Meister des Bargello-Tondo.
- Palazzo Pitti

Der Palazzo Pitti, jenseits des Arno gelegen, beherbergt die ehemalige Privatsammlung der Medici, mit einem umfassenden Fundus aus der Zeit der Renaissance, darunter Gemälde von Raffael.
- Museo dell’Opera di Duomo (Dommuseum)

In dem Haus der ehemaligen Dombauhütte sind heute eine bedeutende Skulpturensammlung mit Werken von Michelangelo, Donatello u. a. und zahlreiche Ausstattungsstücke des Doms, des Campanile und des Baptisteriums zu sehen. Nach annähernd dreijähriger Bauzeit und Kosten von fast fünfzig Millionen Euro wurde im November 2015 das neue Museum, unter der Leitung von Timothy Verdon, eröffnet. Durch Nutzung des angrenzenden ehemaligen Teatro degli Intrepidi (Theater der Furchtlosen) konnte die Ausstellungsfläche auf 6000 Quadratmeter erweitert werden.
- Andere Museen

Das Museo Archeologico Nazionale (Archäologisches Museum) und das Museo di Storia Naturale (Naturhistorisches Museum) sind Teil der Universität.

### Gärten
- Boboli-Garten (Palazzo Pitti)
- Giardino Bardini, unweit des Boboli-Gartens und des Forte Belvedere
- Giardino delle Rose, unterhalb der Piazzale Michelangelo in westlicher Richtung in der Viale Giuseppe Poggi
- Giardino dell’Iris, ebenfalls in der Nähe des Piazzale Michelangelo, jedoch nur im Mai öffentlich zugänglich.
- Parco delle Cascine, besser bekannt unter dem Namen Le Cascine, ist der größte öffentliche Park von Florenz (160 Hektar). Er hat die Form eines flachen Streifens von fast 3,5 Kilometern Länge und nur 640 Metern Breite, der sich am rechten Ufer des Arno vom Stadtzentrum westlich bis zur Einmündung des Flusses Mugnone erstreckt.

### Weitere Sehenswürdigkeiten

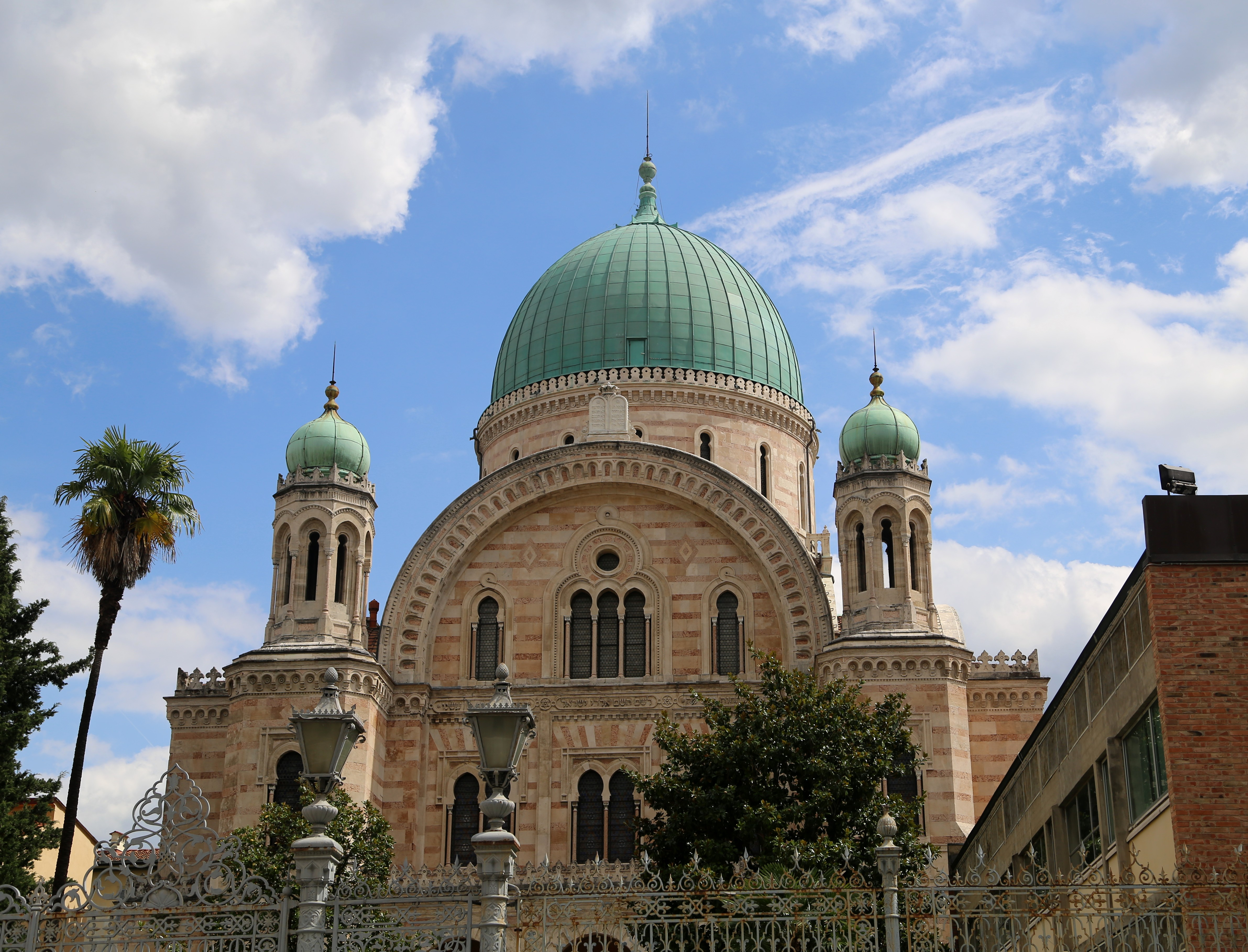
Die Große Synagoge von Florenz

- Farmacia di Santa Maria Novella, die älteste Apotheke in Europa
- Biblioteca Medicea Laurenziana nach Plänen von Michelangelo neben der Basilika San Lorenzo
- Universität
- Große Synagoge von Florenz
- Santa Maria Maddalena dei Pazzi
- San Marco
- Villa Medici La Petraia
- Villa La Pietra
- Villa Gamberaia
- Der Vasarikorridor verbindet den Palazzo Vecchio mit dem Palazzo Pitti
- Steinernes Wappen auf der Piazza della Signoria

## Wirtschaft

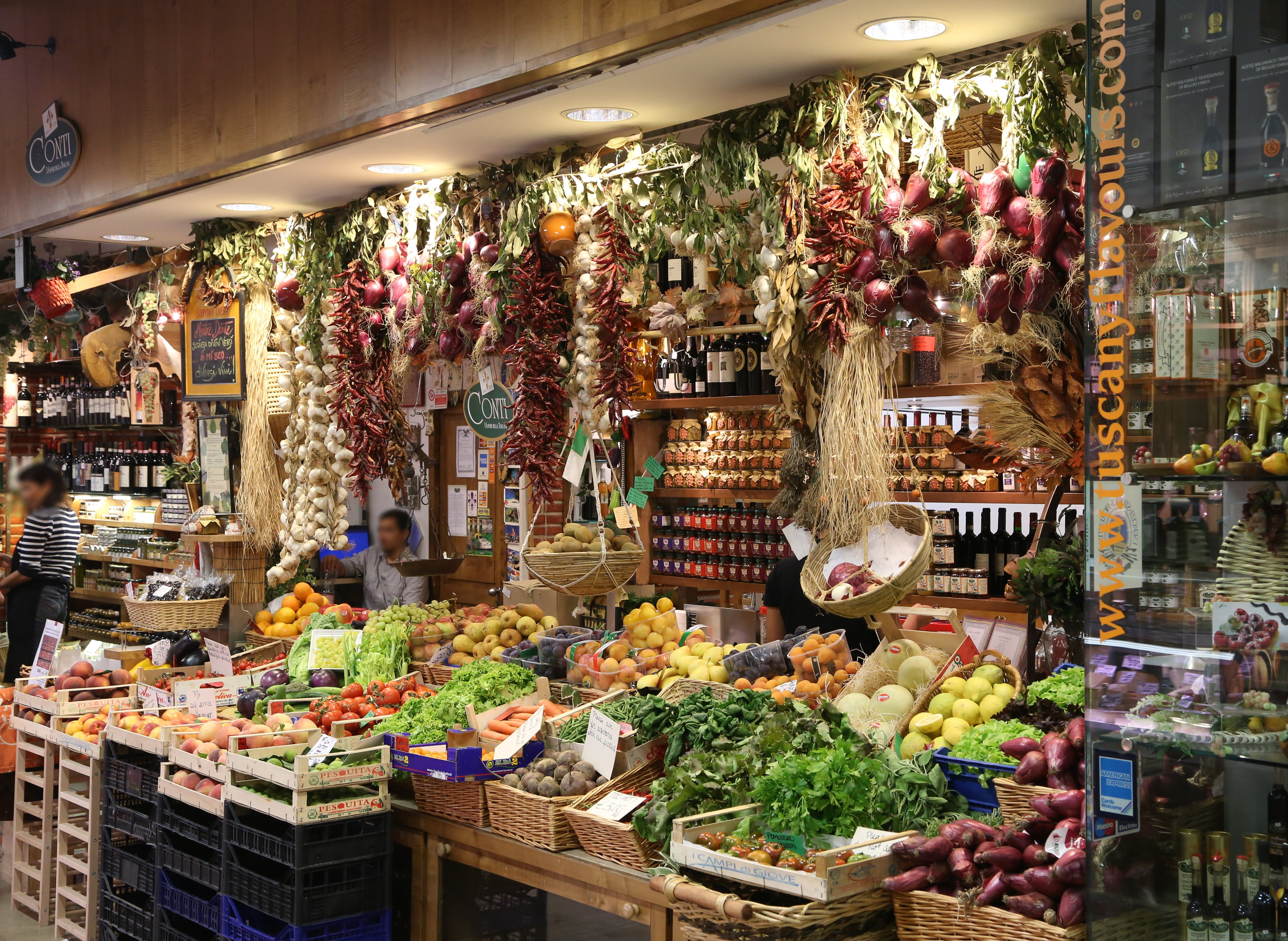
Verkaufstand im Mercato Centrale

Der Hauptwirtschaftszweig von Florenz ist der Fremdenverkehr. In den Sommermonaten liegt die Zahl der Touristen deutlich über der der Florentiner. Die großen Museen der Stadt sind regelmäßig ausverkauft.
Florenz beherbergt das Hauptquartier der Haute-couture-Firma Gucci, das damit eines der wenigen italienischen Modehäuser ist, das nicht in Mailand ansässig ist. Bedeutende Zweigstellen in Florenz oder der näheren Umgebung betreiben darüber hinaus auch Prada, Pucci, Ferragamo und Roberto Cavalli.
Im Jahr 2008 stand die Stadt bezüglich des Durchschnittseinkommens auf Platz 17 von 119 italienischen Städten.
Als Handelsstadt profitiert Florenz als größte Stadt der Toskana und kann so einen umfangreichen Weinhandel beherbergen.
Kulinarisch ist Florenz auch für die Produktion von Cantuccini bekannt.

## Verkehr

### Luftverkehr
Im Nordwesten von Florenz liegt der kleine internationale Flughafen Amerigo Vespucci, der unter anderem von ITA Airways und Lufthansa angeflogen wird. Der Flughafen wird durch Buslinien und eine im Jahr 2019 eröffnete Straßenbahnlinie bedient. Die Linie 2 der Straßenbahn Florenz verbindet seit Februar 2019 den Flughafen mit dem Hauptbahnhof und der historischen Altstadt. Die Fahrtzeit zum Hauptbahnhof beträgt ca. 20 Minuten.

### Straße
Florenz liegt an den Autobahnen E45–A1 (Mailand–Rom) und A11 (Pisa–Florenz). Hinzu kommen verschiedene Schnellstraßen.
Außerdem ist Florenz seit 1928 Knotenpunkt für Staatsstraßen: die von Rom kommende und endende SS2, die nach Bologna führende SS65, die nach Piteglio-La Lima führende SS66 und die die Stadt durchquerende SS67 Pisa–Porto Corsini.
In der historischen Altstadt herrscht für auswärtige PKW und Mietwagen – außer für Anwohner und an Feiertagen – ein striktes Einfahrverbot (Zone mit beschränktem Verkehr, zona a traffico limitato, kurz ZTL). An den Einfahrten in die Verkehrszone überprüfen Überwachungskameras – ähnlich wie in London – in Echtzeit anhand des Kennzeichens, ob eine Einfahrtsgenehmigung vorliegt oder nicht. Einfahrten ohne Genehmigung werden sofort mit hohen Geldstrafen geahndet.

### Eisenbahn

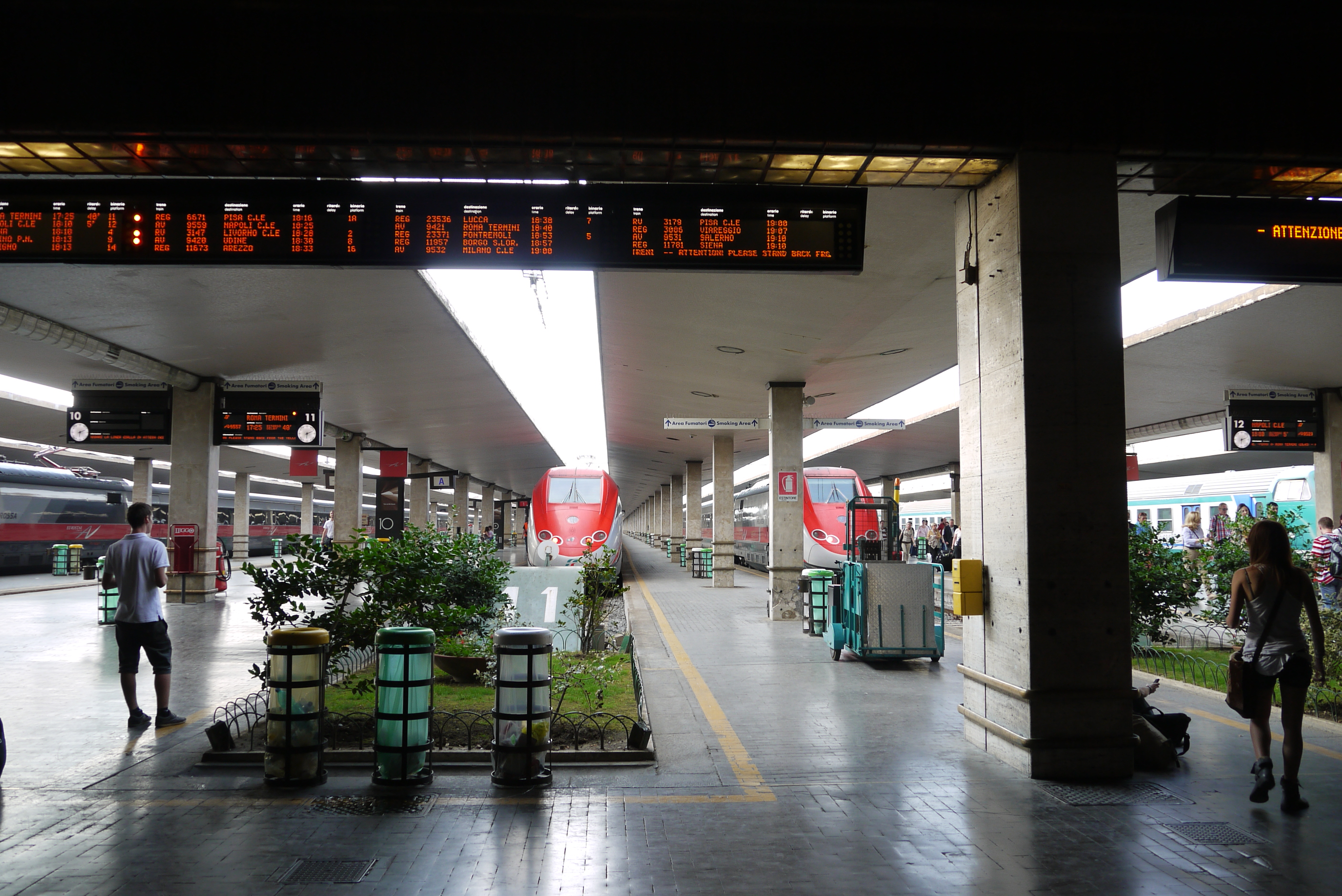
Bahnhof Firenze Santa Maria Novella

Durch Florenz verläuft die wichtigste Nord-Süd-Eisenbahnverbindung Italiens von Norditalien nach Rom und Neapel (Schnellfahrstrecke Bologna–Florenz und Direttissima Florenz–Rom) und damit auch die TEN-Achse Nr. 1 Berlin–Palermo. Nebst dem Hauptbahnhof Firenze S.M.N. gibt es noch zwei weitere Fernbahnhöfe auf Stadtgebiet, Campo di Marte und Rifredi. Es ist zudem geplant, mittelfristig einen neuen Hochgeschwindigkeitsbahnhof (Firenze Belfiore) zu bauen.

### Nahverkehr
Die erste Linie der Straßenbahn Florenz verbindet den Hauptbahnhof Firenze S.M.N. mit der Nachbarstadt Scandicci. Sie wurde am 14. Februar 2010 in Betrieb genommen und hat auf einer Länge von 7,8 Kilometern 14 Stationen. Die Stadt rechnete vor der Inbetriebnahme mit etwa 9,8 Millionen Fahrgästen im Jahr. Sie wird im Rahmen einer nach einer Ausschreibung zugeteilten Konzession mit einer Laufzeit von 30 Jahren von RATP Dev, einer Filiale des Betreibers der Pariser Metro RATP betrieben und gewartet.

## Sport

### Fußball

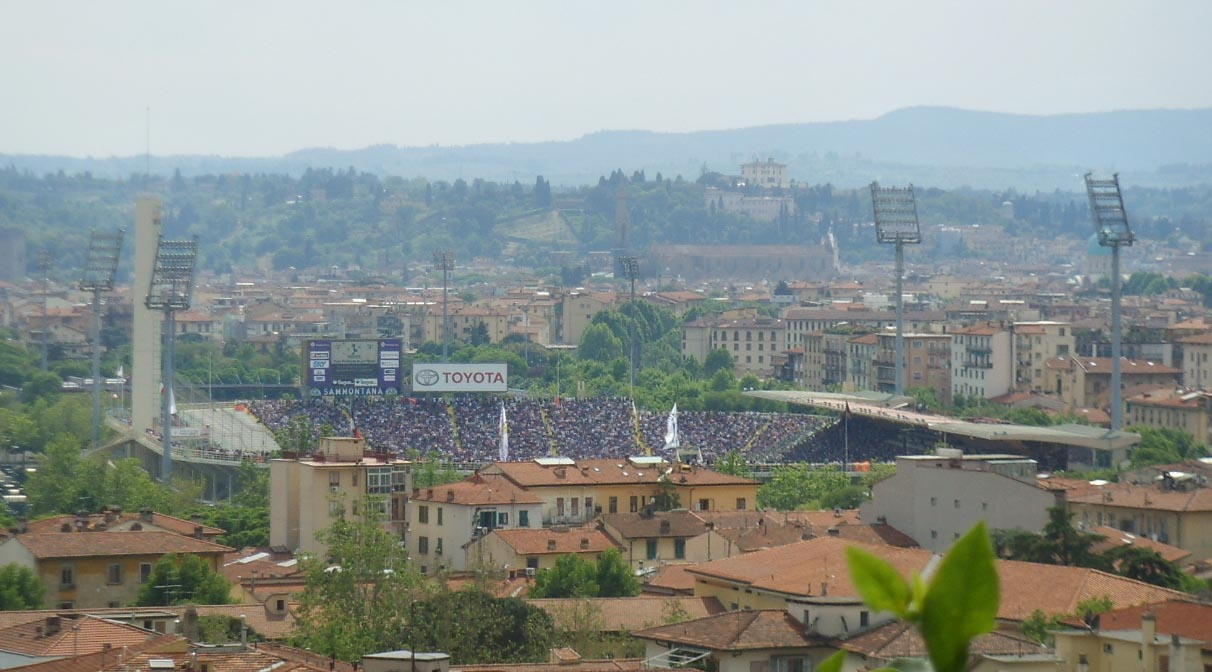
Stadio Comunale Artemio Franchi

Der Fußballverein AC Florenz, italienisch ACF Fiorentina, auch einfach Fiorentina genannt, ist der größte Fußballverein in Florenz. Er wurde am 29. August 1926 von Luigi Rudolfi gegründet. Der Verein gewann zwei italienische Meisterschaften, zuletzt 1969, im Jahre 1961 den Europapokal der Pokalsieger und sechsmal den italienischen Pokal. Die Fiorentina stand als erster italienischer Verein 1957 im Finale des Europapokals der Landesmeister. Die Heimspiele werden im 1931 erbauten Stadio Comunale Artemio Franchi ausgetragen, in dem auch mehrere Spiele der Weltmeisterschaften 1934 und 1990 stattfanden. Bei der Europameisterschaft 1968 wurde ein Halbfinalspiel dort ausgetragen.
Andere Fußballvereine in Florenz sind die Associazione Sportiva Dilettantistica Ponte Rondinella Marzocco, die in den 1980er Jahren in der Serie C gespielt hat und Polisportiva Firenze Ovest A.S.D., die an regionalen Amateurmeisterschaften teilgenommen haben.
In Florenz befindet sich der Sitz der italienischen Lega Italiana Calcio Professionistico, besser bekannt als Lega Pro, welche die Meisterschaft der Serie C, den Coppa Italia Serie C, den Supercoppa di Serie C, den Campionato nazionale Dante Berretti und ab 2018 den Supercoppa Dante Berretti der dritten Profiliga des italienischen Fußballs organisiert. Bis 2014 organisierte der Verband auch die Lega Pro Seconda Divisione und den Supercoppa di Lega di Seconda Divisione.
Im Bezirk Coverciano befindet sich das nationale Trainings- und Leistungszentrum der italienischen Fußballnationalmannschaft. Dort trainiert die italienische Nationalmannschaft in Vorbereitung auf die offiziellen Spiele der Weltmeisterschaften und Europameisterschaften.

### Calcio Storico

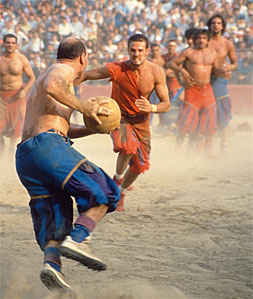
Spielszene beim Calcio Storico

Eine besondere Tradition ist das Calcio Storico (historischer Fußball), auch Calcio Fiorentino genannt, ist eine frühe Mischform aus Fußball, Kampfsport und Rugby, die im Italien des 16. Jahrhunderts ihren Ursprung hatte und heute nur in Florenz gespielt wird. Einst weit verbreitet, soll der Sport auf der Piazza Santa Croce in Florenz begonnen haben. Dort wurde es als giuoco del calcio fiorentino, das florentinische Kickspiel, bekannt. Das Spiel könnte als eine Wiederbelebung des griechisch-römischen Sports Harpaston begonnen haben.

### Radsport
Florenz diente bereits öfters als Etappenort des Giro d’Italia, dem größten Radrennen Italiens, und wurde bereits bei der Erstaustragung im Jahr 1909 angefahren. In den Jahren 1965 und 1989 ging die Rundfahrt in Florenz zu Ende. Beim Giro d’Italia 1979 diente Florenz als Startort der 62. Austragung.
Im Jahr 2013 gingen die Rennen der Straßenradsport-Weltmeisterschaften in Florenz zu Ende.
Mit der Tour de France 2024 startete das größte Radrennen der Welt in Florenz. Die italienische Stadt hielt dabei den 26. Auslandsstart des Etappenrennens ab. Der Grand Départ erfolgte somit erstmals in Italien.

## Persönlichkeiten
Bekannte Persönlichkeiten der Stadt sind in der Liste von Persönlichkeiten der Stadt Florenz aufgeführt.

## Städtepartnerschaften
Florenz unterhält mit folgenden Städten Partnerschaften:
- Bethlehem, Palästina
- Budapest, Ungarn[37]
- Dresden, Deutschland
- Edinburgh, Vereinigtes Königreich
- Fès, Marokko
- Isfahan, Iran
- Kassel, Deutschland
- Kiew, Ukraine
- Kuwait, Kuwait
- Kyōto, Japan
- Nanjing, Volksrepublik China
- Nazareth, Israel
- Philadelphia, Vereinigte Staaten
- Heroica Puebla de Zaragoza, Mexiko
- Reims, Frankreich
- Riga, Lettland
- Salvador (Bahia), Brasilien
- Sydney, Australien
- Tirana, Albanien
- Turku, Finnland
- Valladolid, Spanien

## Musik
- Florentinische Sinfonie von Joseph Rheinberger, op. 87, 1875
- Souvenir de Florence, Streichsextett von Peter Tschaikowski, entstand 1890 nach einem mehrmonatigen Aufenthalt des Komponisten in Florenz.
- Eine florentinische Tragödie, Oper von Alexander von Zemlinsky, 1915/16, Uraufführung 1917
- Il cappello di paglia di Firenze (Der florentiner Strohhut), Oper von Nino Rota, 1946, Uraufführung 1955
- Florentinische Nächte, Schlager von Rudi Schuricke, 1950
- Sehnsucht nach Florenz, Austropop-Lied von Stefanie Werger, 1987

## Filmproduktionen

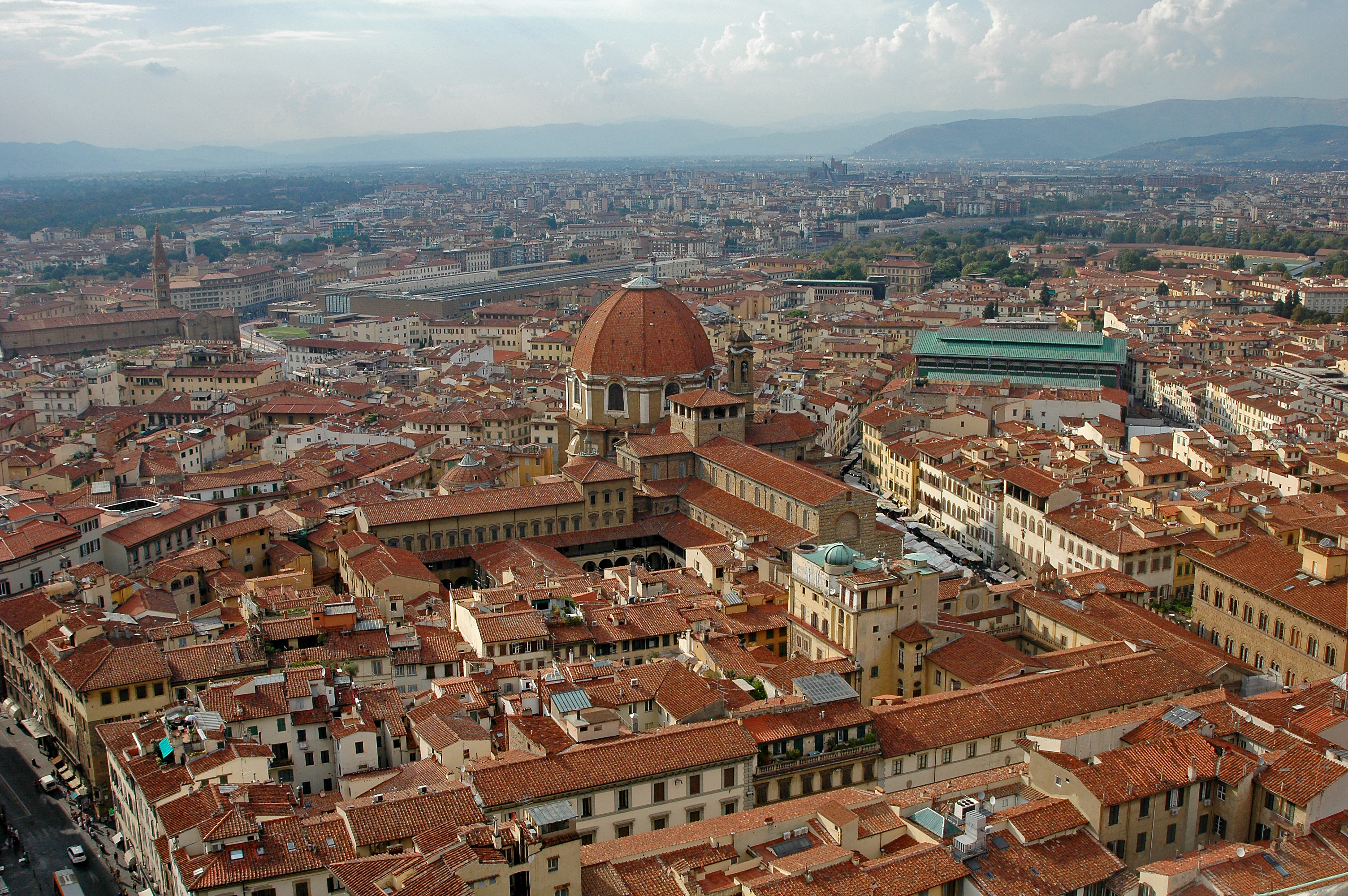
Blick über Florenz Richtung Westen

Die folgende Liste zeigt eine Auswahl von komplett oder teilweise in Florenz gedrehten Filmen und Serien:
- Paisà, 1946, 134 Minuten, Regie: Roberto Rossellini
- Vitelloni (Die Müßiggänger) (Originaltitel: I vitelloni), 1953, 100 Minuten, Regie: Federico Fellini
- Der Unverstandene (Originaltitel: Incompreso), 1966, 105 Minuten, Regie: Luigi Comencini
- Ein irres Klassentreffen (Originaltitel: Amici miei), 1975, 140 Minuten, Regie: Mario Monicelli
- Schwarzer Engel (Originaltitel: Obsession), 1976, 95 Minuten, Regie: Brian De Palma
- Der Feuersturm (Originaltitel: Winds of War), Fernsehserie, 1983
- Zimmer mit Aussicht (Originaltitel: A Room with a View), 1985, 116 Minuten, Regie: James Ivory
- Allen geht’s gut (Originaltitel: Stanno tutti bene), 1990, 125 Minuten, Regie: Giuseppe Tornatore
- Tee mit Mussolini (Originaltitel: Tea with Mussolini), 1999, 111 Minuten, Regie: Franco Zeffirelli
- Hannibal, 2001, 131 Minuten, Regie: Ridley Scott
- Die besten Jahre (Originaltitel: La meglio gioventù), 2003, 366 Minuten, Regie: Marco Tullio Giordana
- Die Medici – Herrscher von Florenz (Originaltitel: I Medici), Fernsehserie, 2016
- Inferno, 2016, 122 Minuten, Regie: Ron Howard